# Geiselwind (Geiselwind)
Geiselwind (fränkisch: Gaislwinn) ist der Hauptort des Marktes Geiselwind im unterfränkischen Landkreis Kitzingen in Bayern. Er bildet als einwohnerreichster und größter Gemeindeteil den Mittelpunkt der politischen Gemeinde Geiselwind und des östlichen Landkreises. Die Siedlung gehört zu den ältesten Dörfern des Steigerwalds. Da es an einer für diesen namengebenden Steigen liegt, hatte es bereits im Mittelalter ein hohes Verkehrsaufkommen. Im 15. Jahrhundert wurde es zum Markt erhoben. Der Ort erfuhr immer wieder Zerstörungen von durchziehenden Soldaten, die ihren Niederschlag in Sagen fanden.
Mit dem Bau der Bundesautobahn 3 durch den Steigerwald erhielt das Dorf im Süden eine eigene Anschlussstelle. Seit den 1960er Jahren siedelten sich vermehrt verarbeitende Unternehmen im Ort an, was u. a. zur Aufwertung als Kleinzentrum führte. Der Haupt-Wirtschaftssektor ist die Dienstleistungsbranche mit Spezialisierung auf den Fernverkehr. Nahe der Autobahn entstand einer der größten Autohöfe Europas.
Beim Freizeit-Land Geiselwind handelt es sich es sich um den flächenmäßig größten Freizeitpark in Bayern. Das Ortsbild des Kernorts ist noch weitgehend dörflich geprägt. Historische Baulichkeiten haben sich um den zentralen Marktplatz erhalten.

## Geografische Lage

### Geografie und naturräumliche Lage
Geiselwind liegt im Zentrum der politischen Gemeinde. Die Gemeindeteile ordnen sich halbringförmig um den Hauptort an. Im Norden beginnt mit der Gemarkung Großbirkach und dem Gemeindeteil Kleinbirkach das Gebiet des Marktes Ebrach im oberfränkischen Landkreis Bamberg. Im Nordosten befindet sich Füttersee. Der Gemeindeteil Hundsrangen liegt Geiselwind am nächsten. Im Osten liegt Wasserberndorf und südöstlich Hohnsberg, im Süden liegen Haag und Dürrnbuch. Trautberg im Südwesten ist fast mit Geiselwind zusammengewachsen. Im Nordwesten grenzt die Gemarkung Gräfenneuses an, die nahe von Röhrensee beginnt.
Nächstgelegene größere Orte sind Burgebrach mit einer Entfernung von etwa 20 Kilometern und Volkach, das ungefähr 20,5 Kilometer entfernt ist. Die nächste Großstadt in etwa 39 Kilometern ist Würzburg.
Naturräumlich liegt Geiselwind im Mittleren Steigerwald mit Erhebungen von über 480 Metern. Die vielen Passmulden an den Verläufen kleinerer Bäche ermöglichen die Durchquerung der Region von Osten nach Westen. Westlich von Geiselwind beginnt der Anstieg des Gebirges, der Kernort liegt östlich der Abdachung. Täler mit kleinen Fließgewässern haben ein geringes Gefälle in Richtung Frankenjura.
Die Lage im Steigerwald beeinflusste das hydrologische System um Geiselwind. Anders als in dem im Westen beginnenden Steigerwaldvorland wurden in der Wetterstation Geiselwind hohe jährliche Regenmengen von durchschnittlich 760 Litern verzeichnet. Der Ort liegt im Osten einer Wasserscheide. Die Bäche streben dem Flusssystem der Regnitz zu, die in den Main mündet, und nicht direkt dem tieferen Main im Westen. Westnordwestlich des Ortes fließen der Urlesgraben und der Sandgraben zur Ebrach, die in die Regnitz mündet. Diese nehmen dort mehrere weitere, teilweise unbenannte Bäche auf, von denen der im Dorf in die Ebrach fließende, fast drei Kilometer lange Haselbach der bedeutendste ist.
Geiselwind liegt westlich des Steigerwaldanstieges, dessen Böden vom harten Schilfsandstein geprägt sind. Dort wächst Mischwald. An vielen Stellen steht der Sandsteinkeuper an, das Gelände senkt sich leicht nach Osten ab. Mehrere Berge umgeben die Siedlung, im Norden ist es der dem 481 Meter hohen Sandberg vorgelagerte Gotteshausberg, im Süden erheben sich der 466 Meter hohe Traubenberg und der ca. 410 Meter hohe Galgenberg. Geiselwind gehört mit über 340 Metern zu den höchstgelegenen Orten im Landkreis Kitzingen. Das Dünenfeld am Sandhügel nordnordwestlich von Geiselwind ist ein eingetragenes Geotop.

### Gemarkung
Die Gemarkung Geiselwind hat eine Fläche von 8,917 km². Sie ist in 1289 Flurstücke aufgeteilt, die eine durchschnittliche Fläche von 6917,70 m² haben. In ihr liegen neben dem namensgebenden Ort die Gemeindeteile Röhrensee, Schleifmühle und Schnackenmühle, Theuerleinsmühle und Weingartsmühle.

### Ortsgliederung

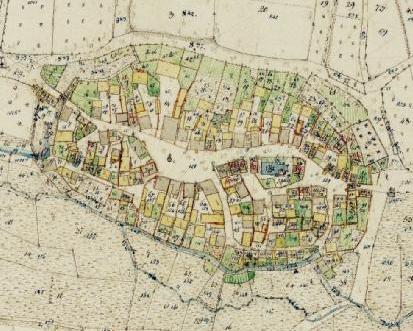
Urkataster von Geiselwind. Der Ortskern ist eine geschlossene Siedlung

Der ältere Teil des Ortes entstand im Osten um die heutige Burkardskirche, die vielleicht auf eine frühchristliche Taufkirche zurückgeht. Geiselwind blieb bis ins 15. Jahrhundert ein kleines Haufendorf um den heutigen Kirchplatz und die Mühlstraße. Mit der Markterhebung entwickelte sich ein zweiter Kern weiter westlich um das Rathaus. Dadurch entstand ein Straßendorf, dessen Hauptachse die Wiesentheider und die Schlüsselfelder Straße bilden.
Geiselwind war von einer Dorfmauer umgeben mit zwei Torbauten an der von Osten nach Westen verlaufenden Hauptstraße. Die historischen Befestigungsanlagen sind weitgehend verschwunden. Die Straßen Höllgraben, Schutzwiesenstraße und der Verlauf der Ebrach im Süden des Altortes erinnern noch an den Zustand vor 1900. Der Friedhof im Nordosten des Altortes wurde wohl nach dem Dreißigjährigen Krieg dorthin verlegt.
Wohnsiedlungen entstanden um den Altort erst im 20. Jahrhundert. Mit dem Autobahnbau in den 1960er Jahren wuchs die Marktgemeinde stark und es wurden Industriegebiete ausgewiesen. Die Wohnsiedlungen konzentrieren sich auf den Nordwesten um die Ringstraße und den Nordosten des Ortskerns mit der Steigerwaldstraße. Nördlich des Altortes entstand in den 1960er Jahren ein großes Schulgelände mit dem katholischen Kindergarten und den Sportanlagen in der Nähe. Im Westen befinden sich das Gemeinde-Feuerwehrhaus und der Bauhof.
Industrieflächen, die zumeist auf die historischen Handwerksbetriebe des Dorfes zurückgehen, liegen vor allem an den Ortsrändern und im Süden der Schlüsselfelder Straße. Der Autobahnbau zerschnitt die Gemarkung in zwei Teile. Der Autohof südlich der Fernverkehrsstraße mit Schnellrestaurants, einer Veranstaltungshalle, Tankstellen und einem Konzertgelände gehört zu den größten in Europa. Seit 2001 besteht eine Autobahnkirche.
Weitere Freizeitanlagen entstanden nördlich des Dorfes mit dem Golfplatz Geiselwind, der sich im Norden über eine Länge von über einem Kilometer bis zur Gemarkungsgrenze erstreckt. Er wurde in den 1980er Jahren vom Golfplatzarchitekten Donald Leslie Harradine geplant. Den Nordwesten nimmt der Vergnügungspark Freizeitland Geiselwind ein. Entlang der Ebrach liegen einige Teiche, die als Biotope unter Schutz gestellt wurden, ebenso wie die Randbereiche des Golfplatzes und ein Areal südlich von Röhrensee.

## Geschichte

### Vor- und Frühgeschichte
Als Hinweis auf eine frühe Besiedlung des Ebrachgrundes gilt ein Bestattungsplatz auf dem Traubenberg im Südwesten des Altortes. Eine zugehörige Siedlung konnte allerdings bisher noch nicht festgestellt werden. Während die Tallagen im Steigerwaldvorland und insbesondere das Mainufer bereits früh von Menschen bewohnt wurden, blieben die höhergelegenen Areale des Steigerwalds lange Zeit unbesiedelt.
Die Region wurde im 7. und 8. Jahrhundert von Wenden erreicht, die ausgedehnte Waldgebiete rodeten und sich im Ebrachtal niederließen. Ältere Theorien gehen davon aus, dass die Ansiedlung von der fränkischen Oberschicht unter Karl dem Großen forciert wurde. Hierauf verweist auch der Ortsname, dessen Präfix Geisel- sich vom fränkischen Personennamen Giso ableitet.
Wahrscheinlich ließ Karl der Große in Geiselwind zu Beginn des 9. Jahrhunderts eine der 14 Slawen- und Wendenkirchen zur Christianisierung der Bevölkerung bauen, die zum großen Teil paganem Glauben anhing. Im Jahr 825 wurde der Holzbau durch Bischof Wolfgar von Würzburg erneut geweiht. Sein Standort entspricht wohl weitgehend dem der heutigen Pfarrkirche. Der Ort gilt als eine der ältesten Siedlungen im westlichen Steigerwald.

### Mittelalter
Während die ältere Literatur auf eine Urkunde des Jahres 1199 verweist, geht man heute mehrheitlich davon aus, dass Geiselwind erst im Spätmittelalter erstmals schriftlich erwähnt wurde. Im Jahr 1314 verzichtete Ludwig von Hohenlohe auf alle Rechte und Güter in „Gyselwinden“  und vergab sie an das Kloster Ebrach. Im Jahr 1316 vermachte ein Lehensmann, Heinrich, genannt Frevel, seine Güter dem Kloster.
Geiselwind gehörte im Mittelalter zum Einflussbereich der Grafen zu Castell, die ihre Besitzungen als Lehen des Hochstifts Würzburg verwalteten. Die Grafen vergaben sie als Afterlehen, wovon in der ersten Hälfte des 14. Jahrhunderts vor allem das Kloster Ebrach profitierte. Das Kloster verfügte bald auch über den Zehnt. Danach war das Dorf unter mehreren Grundherren aufgeteilt, darunter das 1320 und 1326 genannte Benediktinerkloster Münsterschwarzach und das Adelsgeschlecht der Herren von Seinsheim („Hyltebrandus de Sauwensheim“, 1322).

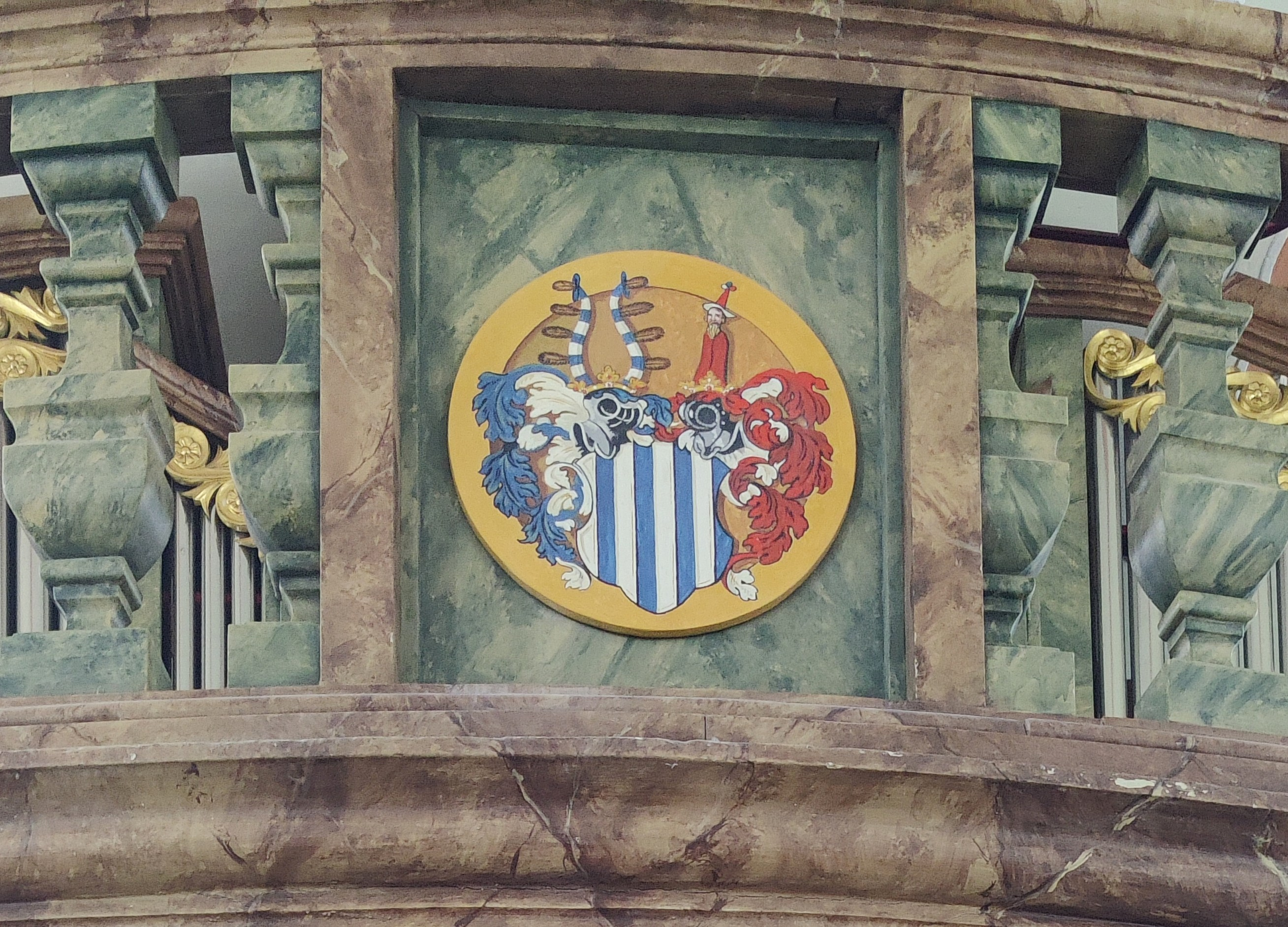
Wappen der Herren von Schwarzenberg an der Orgel

Auf das Anwachsen des Ortes weist der Ausbau der im 10. bzw. 11. Jahrhundert in Stein erbauten romanischen Ortskirche hin. Sie erhielt einen spätgotischen Chor mit Kreuzrippengewölbe. Bisher musste der Pfarrer von Iphofen die Geiselwinder Filialkirche für Gottesdienste besuchen. Im Jahr 1334 tauchte mit „plebanus Ulrich“ erstmals ein Pfarrer an St. Burkard urkundlich auf.
Im Laufe des Jahrhunderts wurden die Zollner von Hallburg und Rimbach die größten Grundherren. Der Ort gehörte weiterhin als Lehen den Grafen zu Castell. Erkinger Zollner von Hallburg verkaufte um 1380 Güter an seine Schwiegermutter Katarina Hallerin. Nach Erkingers Tod gelangte das Dorf an deren Tochter Beatrix, die mit dem Hofmeister der Nürnberger Burggrafen Wirich von Trewtlingen verheiratet war.
Als einschneidendes Ereignis der Ortsgeschichte gilt die Markterhebung im Jahr 1422. König Sigismund von Luxemburg verlieh dem „dorff Geiselwind“ das Recht, mehrmals im Jahr einen Jahrmarkt und einmal wöchentlich einen Wochenmarkt abzuhalten. Geiselwind erhielt ein Halsgericht mit Stock und Galgen.
Geiselwind gelangte 1426 an den Adeligen Erkinger I. von Seinsheim, Freiherr von Schwarzenberg. In den 1420er Jahren entstanden viele der noch erhaltenen Baulichkeiten um den Marktplatz, der im Zuge der Markterhebung eingerichtet worden war. Liebhard Löffler spricht von zwei Orten: dem Markt-Geiselwind und Alt-Geiselwind. 1462 wurde der Ort im Markgrafenkrieg durch die Truppen des Albrecht Achilles verwüstet.

### Frühe Neuzeit
Die neuen Dorfherren kauften weite Teile der Grundstücke im Ort. Andere gelangten per Tausch an die mit den Seinsheim verwandten Schwarzenberger, bis zu Beginn des 16. Jahrhunderts alle Einwohner deren Untertanen waren. Im Jahr 1503 erwarben die Herren von Schwarzenberg das Patronatsrecht für Geiselwind. Sie hatten damit ein Vorschlags- und Zustimmungsrecht bei der Neubesetzung der Pfarrstelle. Das Patronatsrecht wurde noch zu Beginn des 21. Jahrhunderts ausgeübt.
Mit der Weihe des Langhauses der Burkardskirche im Jahr 1521 waren die Schäden, die der Überfall von 1462 im Ort hinterlassen hatte, beseitigt. Durch den 1523 erfolgten Konfessionswechsel des Johann von Schwarzenberg, genannt der Starke, wurde Geiselwind ein protestantisches Dorf. 
Im Jahr 1627 während des Dreißigjährigen Krieges gelangte eine katholische Seitenlinie der Herren von Schwarzenberg an den Ort Geiselwind, sodass die Bewohner wiederum die Konfession wechseln mussten. Während des Krieges wurde das mauerbewehrte Dorf stark in Mitleidenschaft gezogen. Immer wieder zogen Kriegsleute durch den Ort. Nahezu alle historischen Gebäude wurden zerstört.
Der Ort wurde in der Frühen Neuzeit von mehreren Seuchenwellen heimgesucht, besonders im Jahr 1634. Da der Friedhof um die Pfarrkirche nicht mehr für die Bestattungen ausreichte, wurde ein außerordentlicher Begräbnisplatz außerhalb des Ortskerns angelegt. Man legte dort die Siechwiese und ein Siechhaus an, umgeben von einem Pestfriedhof. 1714 wurde Geiselwind nochmals von einer Epidemie heimgesucht. 
Der Wiederaufbau begann im 17. und im 18. Jahrhundert, dauerte allerdings bis in die Zeit nach 1800 an. Der erste Neubau, fertiggestellt im Jahr 1669, war das Rathaus als Repräsentationsgebäude der Gemeinde. Die Gebäude am Marktplatz, wie der Sterngasthof, folgten. Die Dorfherren statteten die Kirche mit neuen Altären im Stil des Rokoko aus. Das Schwarzenberger Amtshaus wurde in den 1780er Jahren umgebaut. Die Figur des Nepomuk auf dem Marktbrunnen bildete den Abschluss.

### Neuzeit
Napoleon Bonaparte hatte viele bayerische Besitzungen rechts des Rheins in sein Kaiserreich integriert. Um die verbündeten Bayern entschädigen zu können, vereinbarte er in der Rheinbundakte die Auflösung mehrerer kleinerer fränkischer Territorien. Darunter fiel auch die Herrschaft Schwarzenberg, die am 3. September 1806 durch ein Besitzergreifungspatent aufgelöst wurde. Geiselwind wurde bayerisch, die Fürsten von Schwarzenberg waren fortan Standesherren. Nach einer kurzen Zwischenzeit im Großherzogtum Würzburg wurde der Markt 1814 endgültig bayerische Ruralgemeinde.
In der zweiten Hälfte des 19. Jahrhunderts erlebte Geiselwind einen kleinen wirtschaftlichen Aufschwung. Im Jahr 1870 wurde eine Poststelle eröffnet, 1888 siedelten sich Arzt und Apotheker an. Im gleichen Jahr wechselte die Volksschule ihren Standort am Marktplatz und wurde vergrößert. Aus dem Ort starben im Ersten Weltkrieg 27 Männer, vier weitere erlagen den Kriegsfolgen.

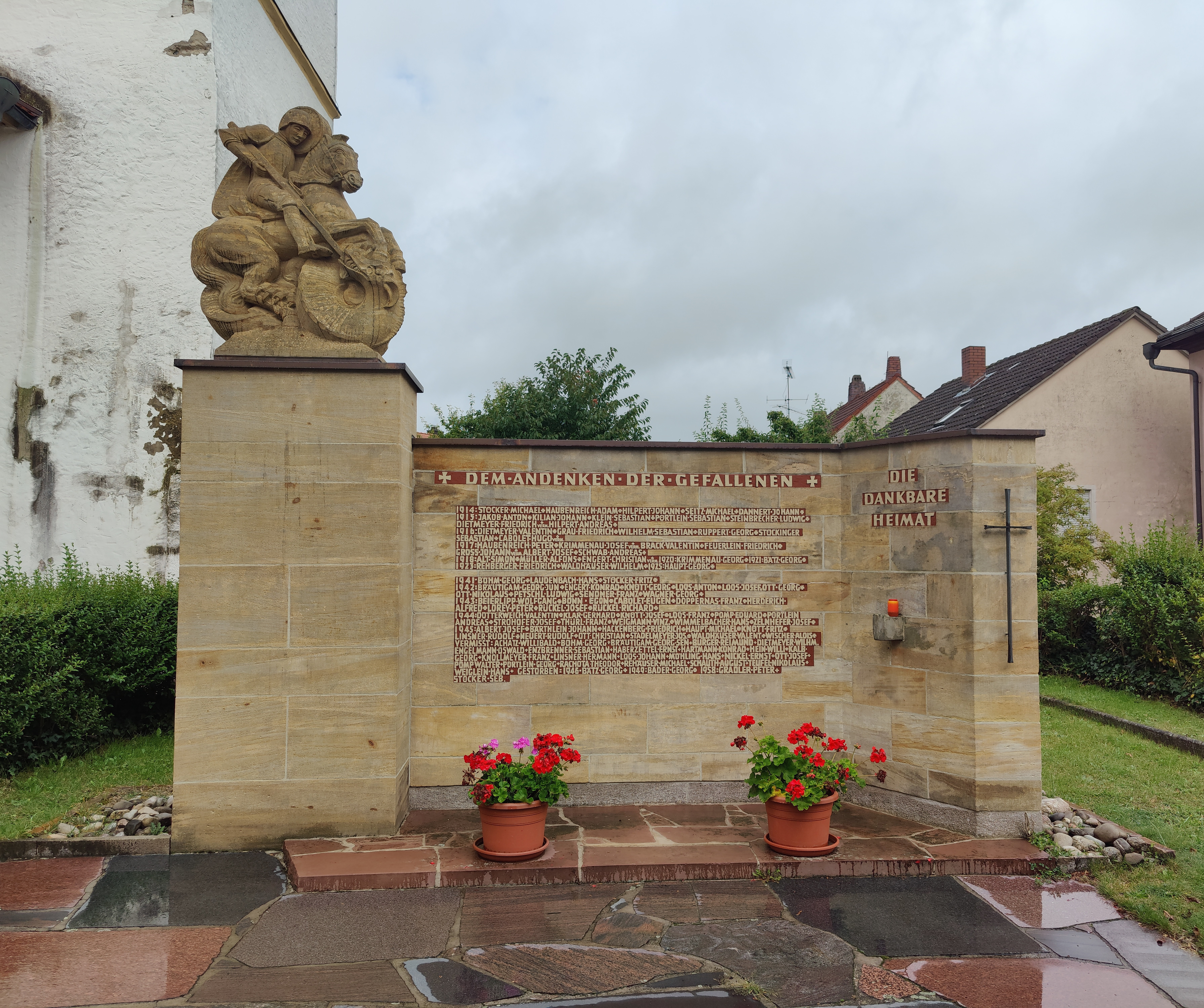
Kriegerdenkmal für die Gefallenen des Ersten Weltkrieges vor der Burkardskirche

Während der nationalsozialistischen Diktatur wurden in Geiselwind die Vereine gleichgeschaltet. Die Ortsgruppe der NSDAP hatte ihren Sitz im Zentralort. Ihr Einflussbereich entsprach nahezu der heutigen Großgemeinde. Der Steigerwald bildete in den letzten Kriegstagen des Zweiten Weltkrieges eine Verteidigungslinie. Im März 1945 sollte der aus ca. 30 Männern aus Geiselwind bestehende Volkssturm den Vorstoß der Amerikaner auf Höhe von Gräfenneuses am Beginn der Steige mit Schützengräben aufhalten.
Am 13. April 1945 erreichten die Amerikaner Gräfenneuses. Bereits am 12. April hatte sich der Kommandeur der aus SS-Verbänden und dem Volkssturm bestehenden Truppen in das Gasthaus Bayer in Gräfenneuses zurückgezogen. Der Kaufmann Andreas Reinlein ließ in der Nacht heimlich die Panzersperren an der Steige nach Geiselwind abbauen. Am Folgetag ging Andreas Reinlein den Amerikanern mit einer weißen Flagge entgegen. Die verbliebenen SS-Truppen mit ihren MG-Stellungen zogen sich daraufhin nach Burghöchstadt zurück. 43 Soldaten aus Geiselwind starben im Krieg, 24 galten als vermisst.
Ab 1964 wurde der Bauabschnitt zwischen Wiesentheid und Schlüsselfeld der Bundesautobahn 3 gebaut. Wegen der damit verbundenen Eingriffe in die Agrarstruktur wurden auch kritische Stimmen laut. Die Querung des Steigerwaldes mit einer Maximalsteigung von 2,85 % wurde als technische Meisterleistung gefeiert.
Von der Gemeindegebietsreform in Bayern profitierte Geiselwind mit der Einrichtung des Schulverbandes „Drei Franken“ im Jahr 1968 im Ort, der zum mittelfränkischen Landkreis Scheinfeld gehörte. Der Schulverband war der Hauptgrund für den Wechsel nach Unterfranken im Jahr 1972. Durch Vermittlung des bayerischen Innenministers Bruno Merk wechselten alle Verbandsmitglieder ebenfalls nach Unterfranken.

### Ortsname
Der Ortsname Geiselwind wird in der Forschung bereits seit langer Zeit mit der slawisch-wendischen Besiedlung des Steigerwaldes in Verbindung gebracht. Im Jahr 1199 wurde der Ort erstmals urkundlich als „Gisenwinden“ genannt. Das Grundwort -wind bezieht sich auf den slawischen Stammesverband der Wenden. Namen die auf ihn zurückgehen, sind im Umfeld von Geiselwind u. a. Gräfenneuses und Abtswind. Das Bestimmungswort Geisel- bzw. Gisen- deutet auf einen fränkischen Adeligen im Gefolge der Karolinger mit Namen Gisilo oder Giso hin. Der Ortsname kann also als „bei den Wenden des Giso“ interpretiert werden.
Der Ortsname wurde in den folgenden Jahrhunderten stark verändert, nachdem die slawischen Ursprünge durch fränkische Besiedlung überformt worden waren. Im Jahr 1316 tauchte die Bezeichnung „Giselwinden“ auf. Im 14. Jahrhundert wurde das Dorf „Gyselwinden“ oder „Geyselwinde“ genannt. Bis ins 16. Jahrhundert setzte sich die Form „Geiselwind“ oder „Geyselwind“ (1504) durch. Eine lokale Sage bringt den Ortsnamen mit der Tochter Gisela Karls des Großen und der Hildegard in Verbindung.

### Verwaltung und Gerichte
| Geiselwind gehörte zu folgenden Verwaltungseinheiten: - bis 1806: Amt Geiselwind in der Herrschaft Schwarzenberg - bis 1814: Herrschaftsgericht 1. Klasse Burghaslach - bis 1862: Landgericht älterer Ordnung Scheinfeld im Rezatkreis, ab 1837 Mittelfranken - bis 1972: Bezirksamt Scheinfeld, ab 1939 Landkreis Scheinfeld in Mittelfranken - ab 1972: Hauptort des Marktes Geiselwind, Landkreis Kitzingen in Unterfranken | Gerichtlich unterstand Geiselwind folgenden Instanzen. - bis 1818: Herrschaftsgericht Burghaslach - bis 1852: Herrschaftsgericht Schwarzenberg - bis 1879: Landgericht Scheinfeld - bis 1973: Amtsgericht Scheinfeld im Landgerichtsbezirk Ansbach - ab 1973: Amtsgericht Kitzingen im Landgerichtsbezirk Schweinfurt |

### Einwohnerentwicklung
In der ersten Hälfte des 19. Jahrhunderts hatte Geiselwind etwa 500 Einwohner. Diese Einwohnerzahl blieb bis um 1900 relativ konstant. Am Ende des Zweiten Weltkrieges wuchs sie mit den Flüchtlingen aus den deutschen Ostgebieten auf fast 700 an. Viele der Zugezogenen wechselte bald in größere Städte. Der Autobahnausbau in den 1960er Jahren leitete eine Trendumkehr ein. In dieser Zeit wurden die ersten Wohngebiete um den Altort ausgewiesen, sodass Geiselwind auch flächenmäßig wuchs. Mit der Ansiedlung von Unternehmen, die von der Nähe zur Autobahn profitierten, und der Eingemeindung mehrerer Orte nahm die Bevölkerung weiter zu. Sie betrug 2023 knapp über 1000. 
Gemeinde Geiselwind (bis zur Gebietsreform, entspricht der heutigen Gemarkung Geiselwind)
| Jahr      | 1818   | 1840   | 1852   | 1855   | 1861   | 1867   | 1871   | 1875   | 1880   | 1885   | 1890   | 1895   | 1900   | 1905   | 1910   | 1919   | 1925   | 1933   | 1939   | 1946   | 1950   | 1952   | 1961   | 1970   | 1987   | 2025  |
| Einwohner | 414    | 496    | 466    | 455    | 458    | 466    | 472    | 481    | 500    | 487    | 497    | 492    | 482    | 478    | 454    | 438    | 437    | 454    | 435    | 673    | 649    | 588    | 521    | 630    | 629    | 1070  |
| Häuser    | 92     | 87     |        |        |        |        | 85     |        |        | 86     | 86     |        | 84     |        |        |        | 85     |        |        |        | 87     |        | 98     |        | 159    |       |
| Quelle    | [ 18 ] | [ 19 ] | [ 20 ] | [ 20 ] | [ 21 ] | [ 22 ] | [ 23 ] | [ 24 ] | [ 25 ] | [ 26 ] | [ 27 ] | [ 20 ] | [ 28 ] | [ 20 ] | [ 29 ] | [ 20 ] | [ 30 ] | [ 20 ] | [ 20 ] | [ 20 ] | [ 31 ] | [ 20 ] | [ 32 ] | [ 33 ] | [ 34 ] | [ 2 ] |

Ort Geiselwind
| Jahr      | 001818 | 001836 | 001840 | 001861 | 001871 | 001885 | 001900 | 001925 | 001950 | 001961 | 001970 | 001987 |
| Einwohner | 361    | 389    | 458    | 361    | 403    | 436    | 428    | 392    | 578    | 461    | 569    | 583    |
| Häuser    | 80     | 80     | 73     |        |        | 76     | 75     | 77     | 79     | 89     |        | 151    |
| Quelle    | [ 18 ] | [ 35 ] | [ 19 ] | [ 21 ] | [ 23 ] | [ 26 ] | [ 28 ] | [ 30 ] | [ 31 ] | [ 32 ] | [ 33 ] | [ 34 ] |

## Politik

### Bürgermeister
Geiselwind war in Mittelalter und Früher Neuzeit eng mit dem herrschenden Adelsgeschlecht der Grafen von Schwarzenberg verbunden. Die Schwarzenberger bestimmten einen Schultheißen, der sie vor Ort vertrat. Er hatte alle Verfügungsgewalt und war Vorsitzender des Halsgerichts. Ein Bürgermeister oder Vorsteher, der von der männlichen Bevölkerung bestimmt wurde, hatte allerdings wenig Macht, sondern war lediglich Ansprechpartner für den Schultheißen.
Mit der Mediatisierung wurde die Gemeindeorganisation verändert. Obwohl die Herren von Schwarzenberg die  Macht eingebüßt hatten, übten sie mit den verbliebenen Rechten wie Pfarrereinsetzung weiterhin großen Einfluss aus. Der Bürgermeister wurde mit echten Kompetenzen ausgestattet und von den Ortsbewohnern gewählt. Im 18. und 19. Jahrhundert variierte die Bezeichnung zwischen Oberbürgermeister, Bürgermeister und Gemeinde- bzw. Ortsvorsteher.
| Georg Anton Endres | 1894–1906 | * 1856, † 1926                                                                                |
| Matthäus Müller    | 1906–1930 | * 1865, † 1931                                                                                |
| Leonhard Burger    | 1930–1933 | * 1871, von der NSDAP des Amtes enthoben, † 1937                                              |
| Nikolaus Hofmann   | 1933–1945 | * 1888, von der NSDAP eingesetzt, † 1963                                                      |
| Florian Dietmeyer  | 1945–1956 | * 1890, von der amerikanischen Militärregierung eingesetzt, † 1961                            |
| Andreas Reinlein   | 1956–1966 | * 1912 in Kitzingen, Holzkaufmann, Altbürgermeister, Ehrenbürger, † 5. März 2017 in Kitzingen |
| Franz Hofmann      | 1966–1972 | * 1922, Altbürgermeister, Ehrenbürger                                                         |

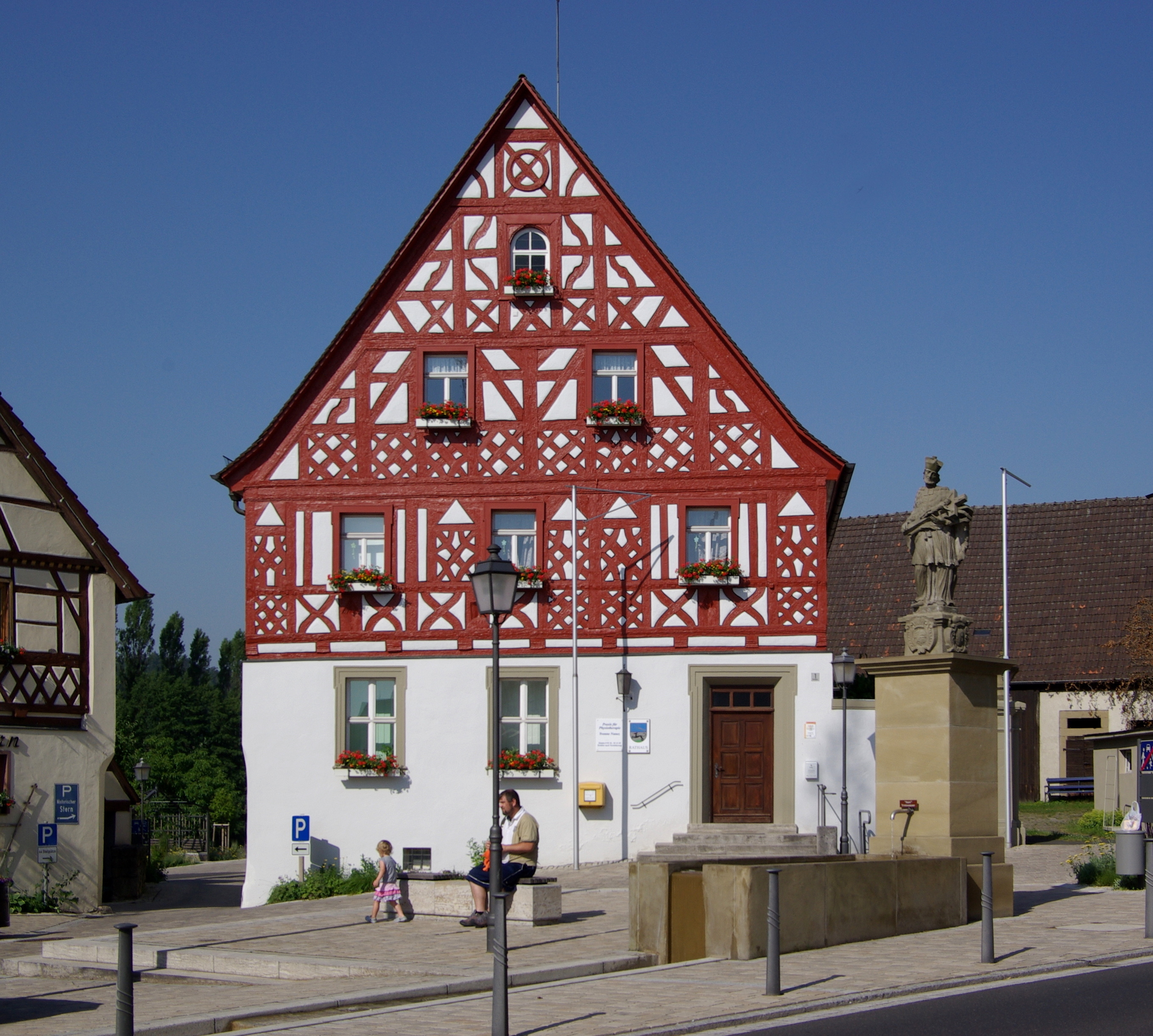
Rathaus am Marktplatz in Geiselwind

Die Bürgermeister des 20. Jahrhunderts wurden mehrfach zu Ehrenbürgern ernannt. Daneben wurde der Titel eines „Altbürgermeisters“ zweimal vergeben. Seit der Gründung der Gemeinde Wiesentheid entsenden auch die eingemeindeten Gemeindeteile Vertreter in den vergrößerten Gemeinderat.

### Wappen
| Wappen von Geiselwind | Blasonierung: „Geteilt von Blau und Silber; oben eine schräg liegende goldene Geißel, unten auf grünem Boden ein springender, rot gezungter schwarzer Windhund mit goldenem Halsband.“ |
| Wappen von Geiselwind | Wappenbegründung: Das Wappen erschien erstmals auf einem Marktsiegelabdruck des Jahres 1713. Die Wappenfarben sind seit 1835 bekannt. Die Geißel und der Windhund stehen redend für den Ortsnamen, dessen ursprüngliche Bedeutung nicht mehr verstanden wurde. Die Farben Silber und Blau sind dem Wappen der Fürsten von Schwarzenberg entnommen, welche die Herrschaft in der Gemeinde ausübten. Zu Beginn des 19. Jahrhunderts wurde die Geißel durch einen Busch ersetzt und der grüne Boden entfernt. Das Wappen erschien im 19. und frühen 20. Jahrhundert nicht und auch tauchte auch nicht in der Wappensammlung von Hupp auf. |

## Kultur und Sehenswürdigkeiten

### Baudenkmäler
In Geiselwind gibt es 20 Baudenkmäler:

#### Ensemble Marktplatz
Der Marktplatz entstand mit der Markterhebung im 15. Jahrhundert. Entlang der heutigen Schlüsselfelder Straße wurden in einem Halbrund Bauten mit mehreren Gastwirtschaften für die auswärtigen Besucher des Marktes errichtet. Der Marktplatz hat ein einheitliches Erscheinungsbild. Die Häuser sind traufseitig zur Straße hin ausgerichtet. Sie entstanden vom 17. bis zum 20. Jahrhundert, gehen also alle auf die Zeit nach dem Dreißigjährigen Krieg zurück.

#### St. Burkard

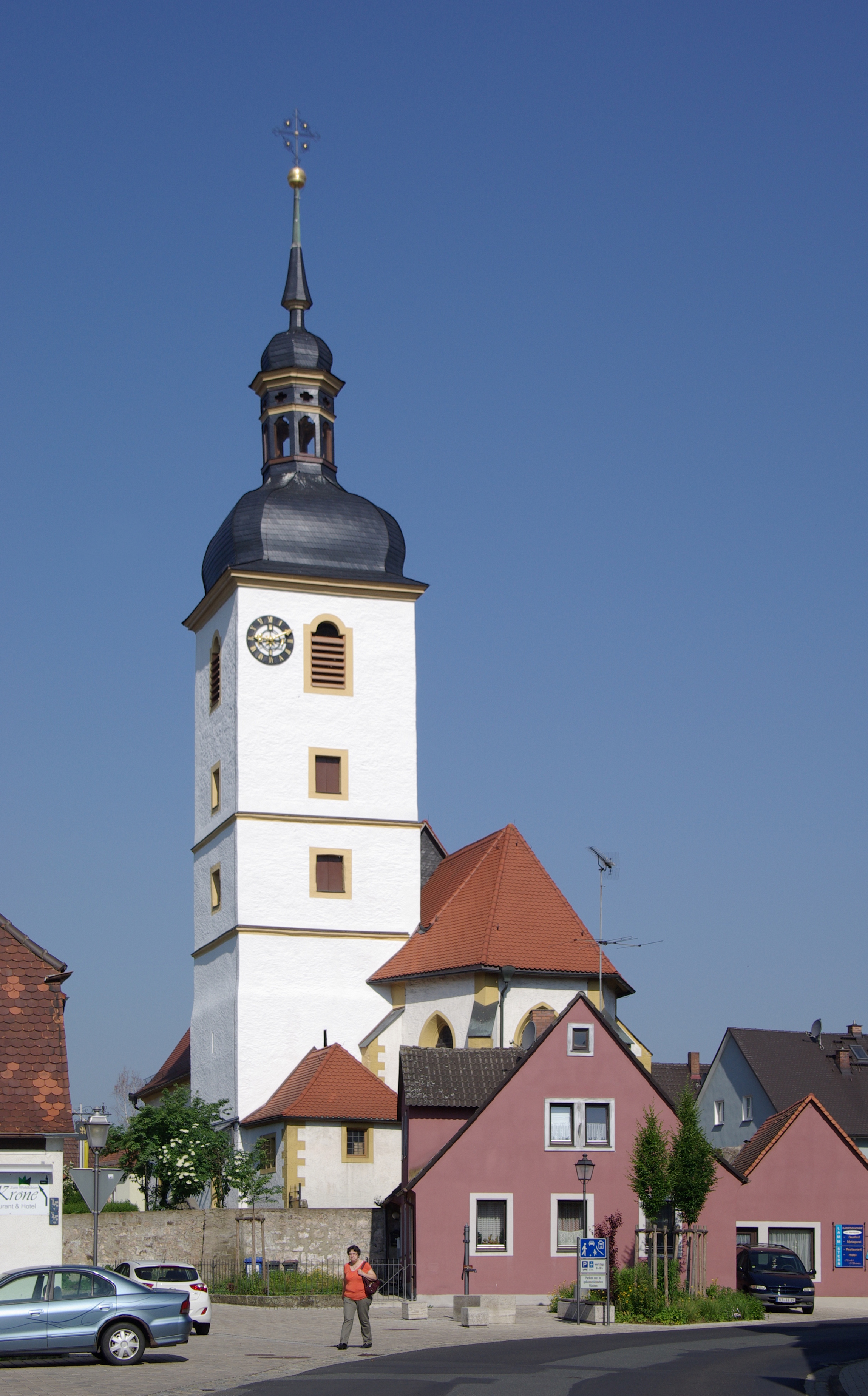
St. Burkard in Geiselwind

Die Burkarduskirche entstand wohl an einer Stelle, an der bereits im Frühmittelalter eine Holzkirche errichtet worden war, die der Wendenmissionierung diente. Allerdings ist unklar, welches Patrozinium dieses erste Gotteshaus hatte. Ab 1334 wurde St. Burkard Pfarrkirche. Nach Zerstörungen im Markgrafenkrieg im 15. Jahrhundert dauerte es bis in die erste Hälfte des folgenden Jahrhunderts, bis die Kirche wieder in ihrer ursprünglichen Form aufgebaut war. Im 18. Jahrhundert wurde sie im Stil des Barock bzw. Rokoko erneuert.
Die Kirche ist ein großer Saalbau mit eingezogenem Chor. Südlich vom Chor prägt der 43 Meter hohe Turm das Ortsbild. Der Chor wurde um fünf Säulen erhöht und nimmt eine Fläche von zwei Jochen ein. Er trägt ein Kreuzrippengewölbe mit romanischen Resten der Vorgängerbauten. Das Langhaus ist innern flachgedeckt und wurde im 18. Jahrhundert stuckiert. Vier Fensterachsen gliedern das Langhaus.
Die Ausstattung stammt aus dem 18. und 19. Jahrhundert. Die ältesten Stücke sind die beiden vom Dettelbacher Künstler Johann Michael Becker gefertigten Seitenaltäre. Die Altarblätter kamen erst in den 1930er Jahren nach Geiselwind. Den Chor dominiert der mächtige Hochaltar. Er wurde im Jahr 1899 von dem Würzburger Künstler Ludwig Zink geschaffen und trägt drei Figuren von Matthäus Schiestl.

#### Rathaus und Amtshaus
Um den Marktplatz gruppieren sich die beiden historischen Verwaltungsgebäude von Geiselwind. Lediglich das Rathaus (Adresse Marktplatz 1) wird noch heute von der Verwaltung genutzt. Erstmals erwähnt wurde das Haus am Marktplatz bereits im 15. Jahrhundert. Damals saß dort der Schultheiß, tagten die Gemeinderäte und der Schreiber. Das Erdgeschoss wurde von Marktständen eingenommen. Im Jahr 1669 wurde das Rathaus aufgestockt. In den 1990er Jahren wurden mehrere, moderne Anbauten hinzugefügt.
Das Rathaus ist ein zweigeschossiger Giebelbau. Das Erdgeschoss wurde in Massivbauweise errichtet. Die Fenster sind mit geohrten Rahmungen ausgestattet. Auch das Portal weist Ohrungen auf. Das Obergeschoss und der Giebel sind mit reichem, achsensymmetrisch angeordnetem Fachwerk aus dem 17. Jahrhundert verziert. Drei Fensterachsen, ebenfalls mit Ohrrahmungen, gliedern das Obergeschoss. Das Rathaus schließt mit einem spitzen Satteldach ab.
Das Schwarzenberger Amtshaus (Marktplatz 2) schließt sich rechts an das Rathaus an. Wahrscheinlich geht es im Kern ebenfalls auf die Markterhebung im 15. Jahrhundert zurück. Das Haus wurde in den folgenden Jahrhunderten immer wieder umgebaut. Ein Umbau in den 1780er Jahren ist noch erkennbar. Mit dem Ende des Alten Reiches zu Beginn des 19. Jahrhunderts endete die Herrschaft der Fürsten. Das Amtshaus wurde als Geschäftshaus nachgenutzt.
Das Amtshaus ist ein zweigeschossiger Mansarddachbau im Stil des späten Barock. Mehrere Gliederungselemente erinnern an Umbauten des 18. Jahrhunderts. Dazu zählen die Eckpilaster und das umlaufende Gesims zwischen den Geschossen. Eine Außentreppe leitet zum zentralen Portal über. Die Fenster- und Türengliederung des Hauses wurden erst im 20. Jahrhundert geschaffen. Landwirtschaftliche Bauten befinden sich in der Nähe des Amtshauses, da dort auch die Naturalabgaben gesammelt wurden.

#### Kapellen

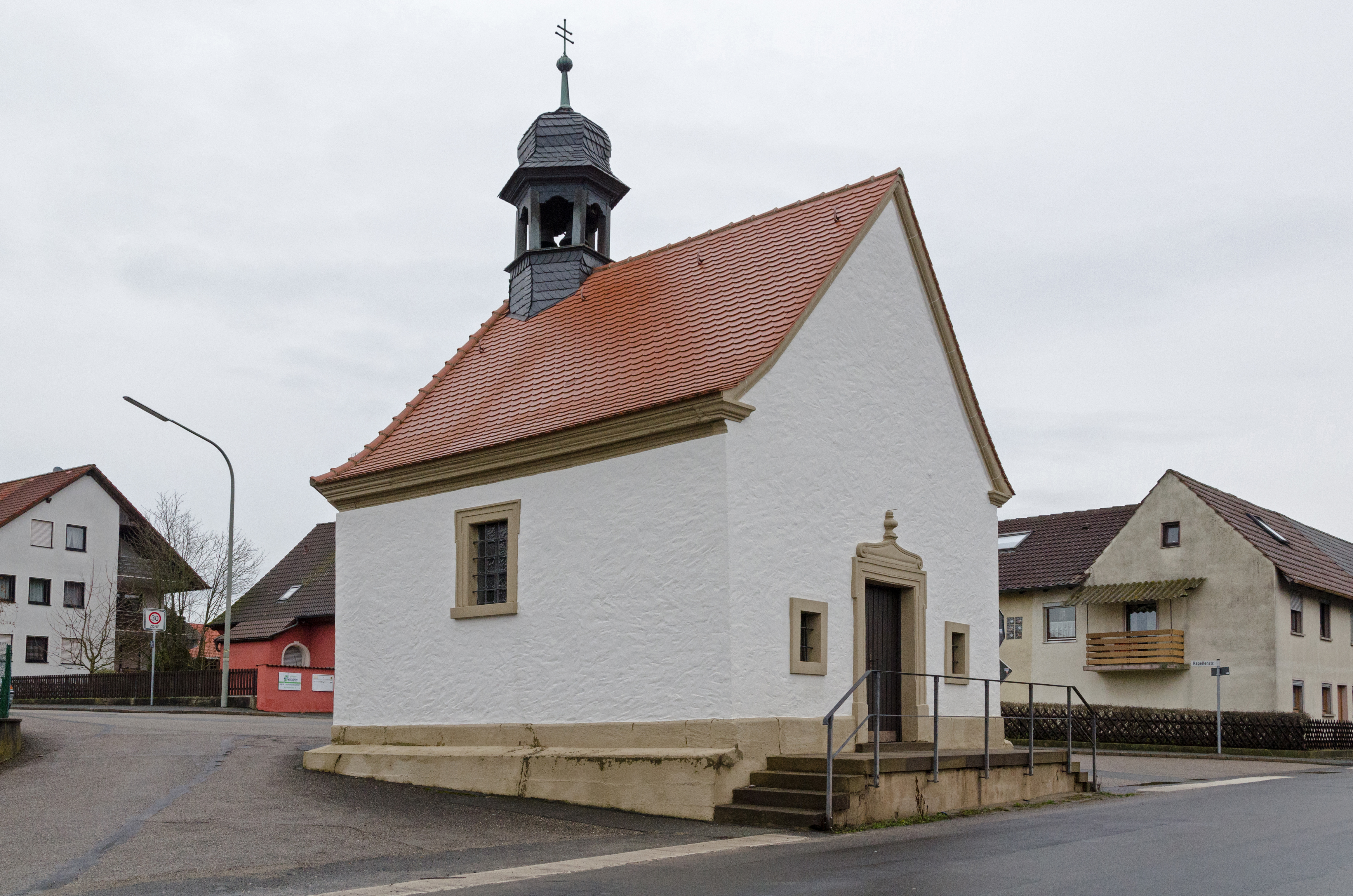
Dreifaltigkeitskapelle in Geiselwind

An den Ausfahrtstraßen im Osten und Westen entstanden in der ersten Hälfte des 18. Jahrhunderts zwei Kapellen. Die Marienkapelle in der westlichen Wiesentheider Straße außerhalb der Dorfummauerung vor dem westlichen Tor wurde im Jahr 1723 von Valentin Stöckinger gestiftet. Im Jahr 1906 wurde die Baulast der Kapelle an die Gemeinde übertragen. Diese renovierte die Kapelle mehrmals, 1981 wurde sie neu geweiht.
Die Dreifaltigkeitskapelle stiftete im Jahr 1723 sein Bruder Franz Peter Stöckinger. Sie war der erste Bau außerhalb der mittelalterlichen Dorfmauer und stand vor dem östlichen Tor in der heutigen Scheinfelder Straße. Im Jahr 1906 wurde die Baulast des Gotteshauses ebenfalls an die Gemeinde gegeben. Jedes Jahr zogen an mehreren Festen Prozessionen vor die Kapelle. In den 1980er Jahren wurden sie wegen des zunehmenden Verkehrs eingestellt.
Beide Gotteshäuser sind kleine Saalbauten. Sie schließen mit Walmdächern ab und haben polygonale Chorabschlüsse. Auf jeder Seite sorgt ein Fenster für die Durchlichtung. Die Marienkapelle ist aufwendiger mit mehreren Zierelementen gestaltet. Ein Fenster hat eine geohrte Rahmung, zum Portal auf der Südseite führt ein leicht erhöhtes Podest. In einem Dachreiter oberhalb des Chores hängen zwei Glocken.

#### Privathäuser
Historische Bauten gehen nur bis zum Dreißigjährigen Krieg zurück, in dem der Ort nahezu vollständig zerstört wurde. Neben Rathaus und Amtshaus ist als ältestes erhaltenes Gebäude auf dem Marktplatz das Sterngasthaus, das im 17. Jahrhundert errichtet und in den folgenden Jahrhunderten stark verändert wurde. Es ist ein zweigeschossiger Satteldachbau mit zwei Dachgeschossen. Obergeschoss und Dachgeschosse wurden in Fachwerk errichtet. → siehe auch: Gasthof Stern (Geiselwind)
Das Pfarrhaus mit der Adresse Kirchplatz 4 ist ein zweigeschossiger Walmdachbau mit geohrten Fenster- und Türrahmungen im Stile des Barock. Wahrscheinlich entstand bereits im 14. Jahrhundert ein Haus für den Pfarrer an dieser Stelle. Das heutige Erscheinungsbild erhielt das Haus im 18. Jahrhundert, wahrscheinlich wurde es im Jahr 1734 fertiggestellt. Ein Wappenrelief oberhalb des Hauptportals verweist auf das Patronatsrecht der Herren von Schwarzenberg. → siehe auch: Pfarrhaus (Geiselwind)
Mehrere weitere Wohn- und Geschäftshäuser mit historischer Bausubstanz gruppieren sich um den Marktplatz und entlang der Scheinfelder Straße. Sie wurden meist traufständig zur Hauptstraße errichtet. Die Verwendung von Fachwerk ist ein Zeichen für die große Armut in der Steigerwaldgemeinde noch im 19. Jahrhundert. In den Bauten sind häufig Gasthäuser bzw. Pensionen untergebracht.

#### Bildstöcke und Kleindenkmäler
In Geiselwind und seiner Gemarkung haben sich mehrere Bildstöcke oder Martern als Flurdenkmäler erhalten. Sie verweisen auf die Volksfrömmigkeit vergangener Jahrhunderte und wurden zur Ehre Gottes und als Wegzeichen gesetzt oder hatten eine Mahnfunktion. Wegen der lange Jahrhunderte vorherrschenden Armut im Steigerwald unterscheiden sich diese Kleindenkmäler in Anzahl und Kunstfertigkeit von denen im Steigerwaldvorland und in dem Mittleren Maintal. Daneben gibt es Hausfiguren und die typisch fränkischen Hoftore in Geiselwind.

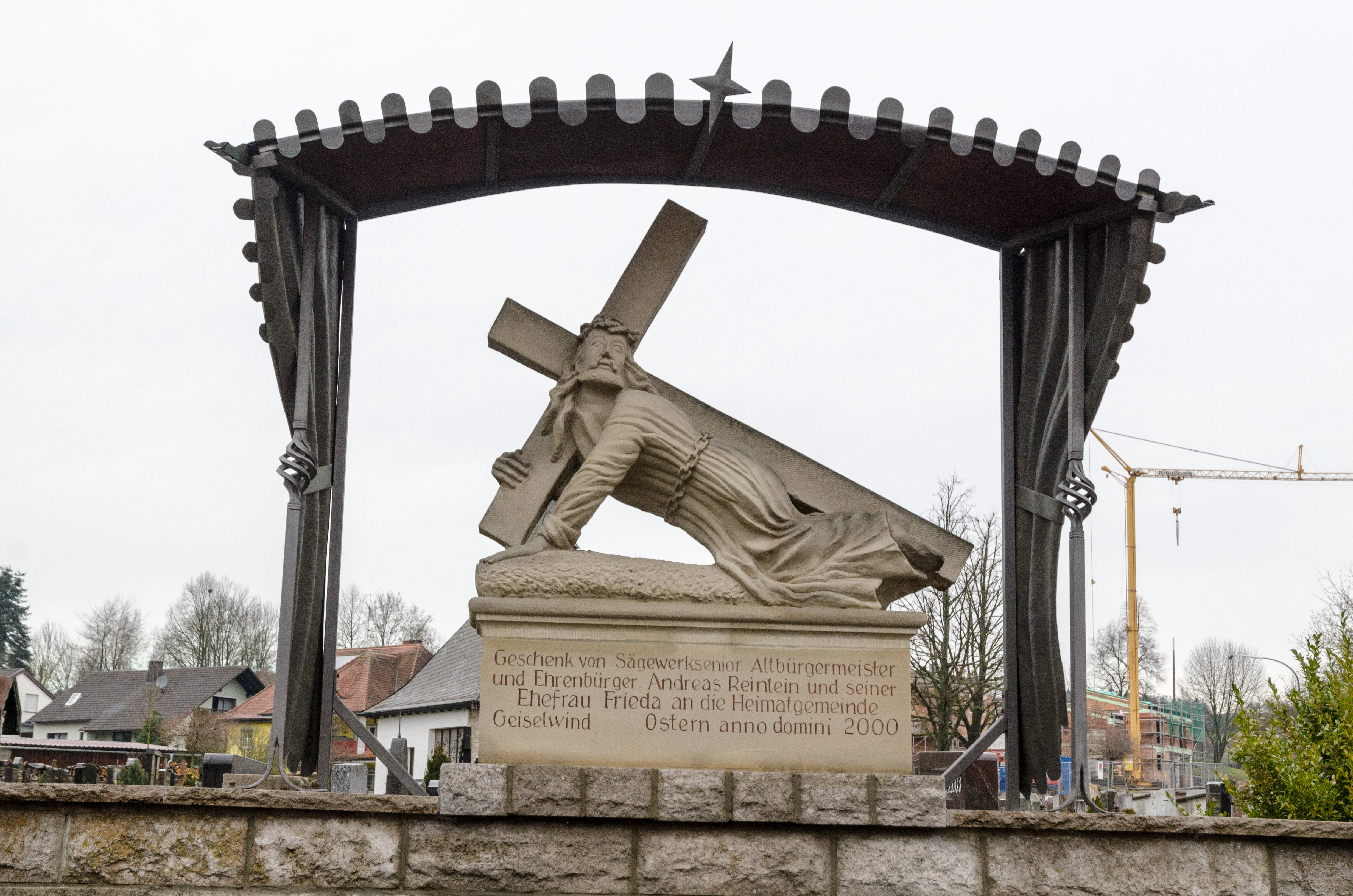
Kreuzschlepperfigur in Geiselwind

Von dem wahrscheinlich ältesten Bildstock, dem sogenannten Kreuzschlepper, eine vollplastische Darstellung des kreuztragenden Christus, besteht vor Ort nur eine Kopie. Das Original ist in der Heimatstube im Rathaus untergebracht. Eine Inschrift im Sockel weist auf eine Renovierung im Jahr 2000 hin. Eine Marter aus dem 18. Jahrhundert an der Straße nach Gräfenneuses trägt ein Relief der Marienkrönung. Jünger ist der Bildstock in den Langäckern im Westen. Er zeigt die Kreuzigung und die Wundmale Christi im Stil des Historismus.
Als ältestes erhaltenes Kleindenkmal gilt der sogenannte Murrmann auf der Hofmauer des Amtshauses am Marktplatz, wohl ein Sinnbild der Marktgerechtigkeit des Ortes. Die Figur entstand im 16. Jahrhundert. Ea wurde mit der Murrmann-Sage aus dem Dreißigjährigen Krieg verbunden, d. Die Figur steht auf einem rechteckigen schmalen Sockel mit der eingravierten Inschrift: „Murrmann/Schwedischer General/Historisches Denkmal aus dem 30jähr. Kriege“. Daneben ist eine Katze dargestellt. → siehe auch: Murrmann (Geiselwind)
Hausfiguren sind im ganzen Dorf verteilt. Sie wurden zu allen Zeiten angebracht und dienten als Beschützer der Anwesen. Die älteste Figur in Form der Pietàerinnert an die Dettelbacher Madonna. Sie wurde im 17. Jahrhundert geschaffen und befindet sich am Haus Marktplatz 10. Eine Madonnenfigur am Haus Marktplatz 8 ist eine handwerkliche Arbeit. An der Wiesentheider Straße steht das Relief eines Heiligen Wandels aus der gleichen Zeit.
Der Johannisbrunnen im Zentrum des Marktplatzes trägt die Figur des heiligen Johannes Nepomuk. Die Wappen der Dorfherren darunter verweisen auf die Bedeutung, die der Brunnen in der Vergangenheit für das Dorf hatte. Man leitete Wasser aus einer Quelle im Westen des Dorfes ein, deren Wasser als besonders weich galt. Deshalb wurde der Marktbrunnen auch als Viehtränke genutzt, worauf die Form des heutigen Beckens hinweist. → siehe auch: Johannisbrunnen (Geiselwind)

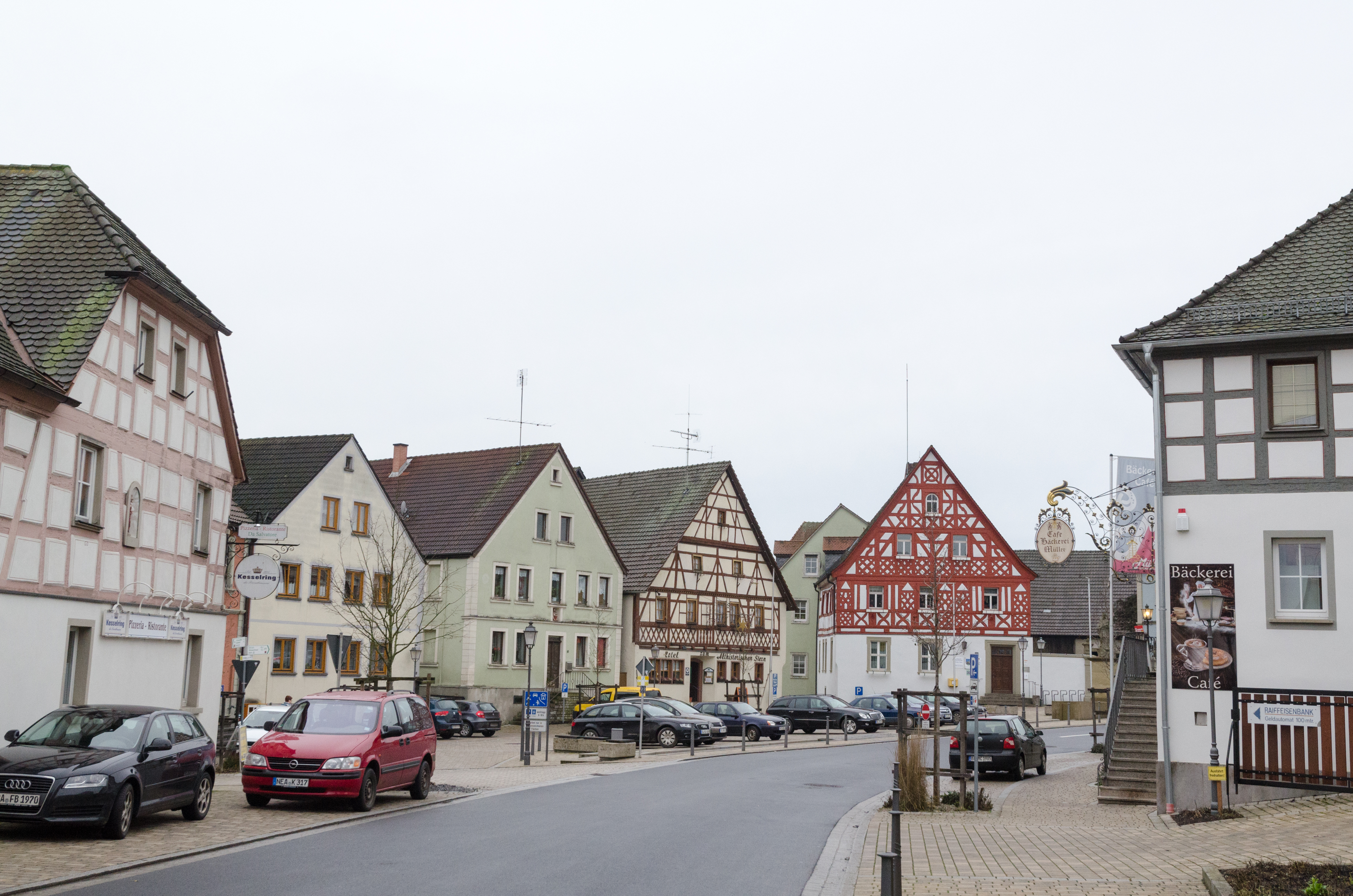
Ensemble Marktplatz in Geiselwind
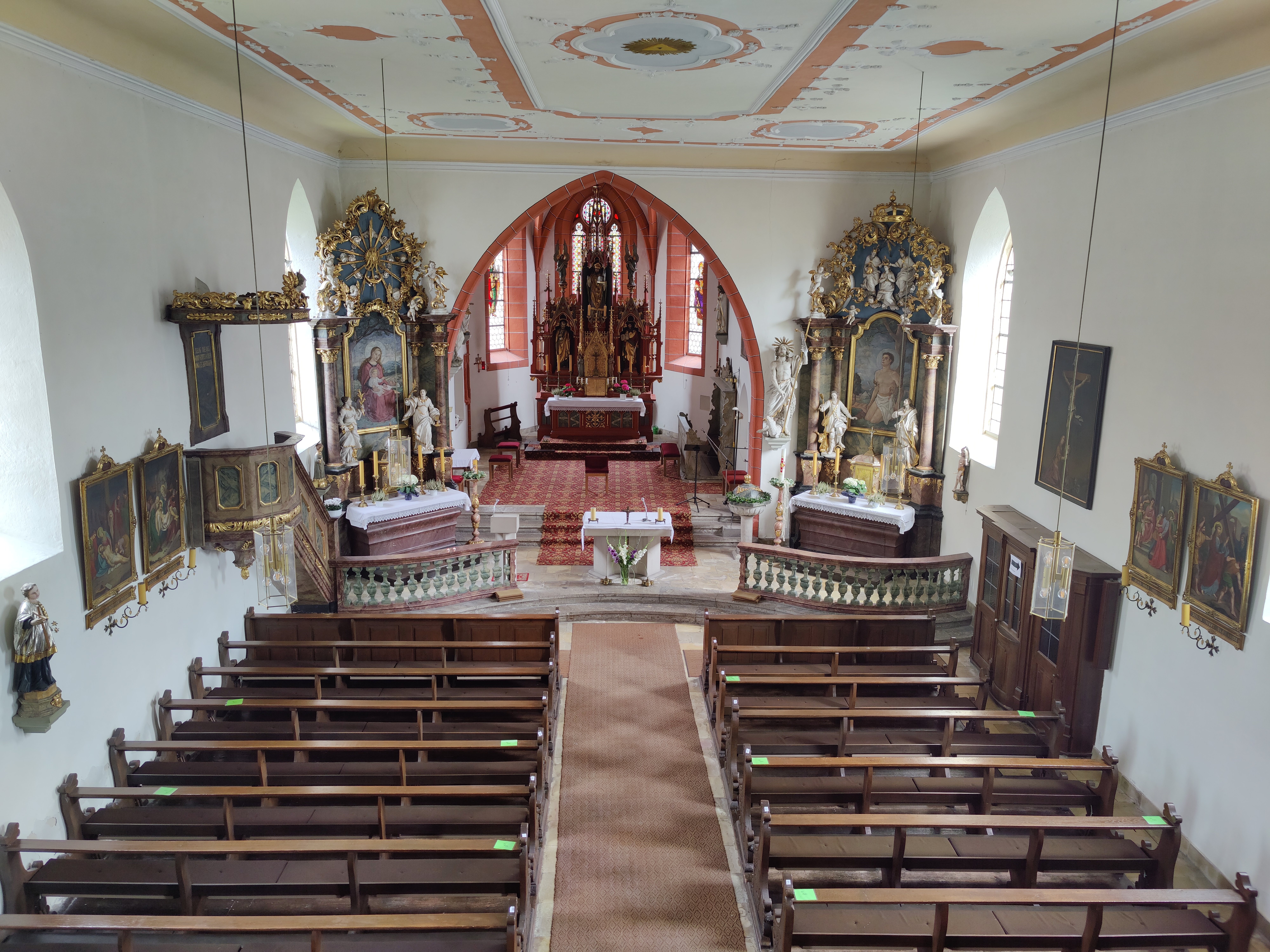
Innenraum der Burkardskirche
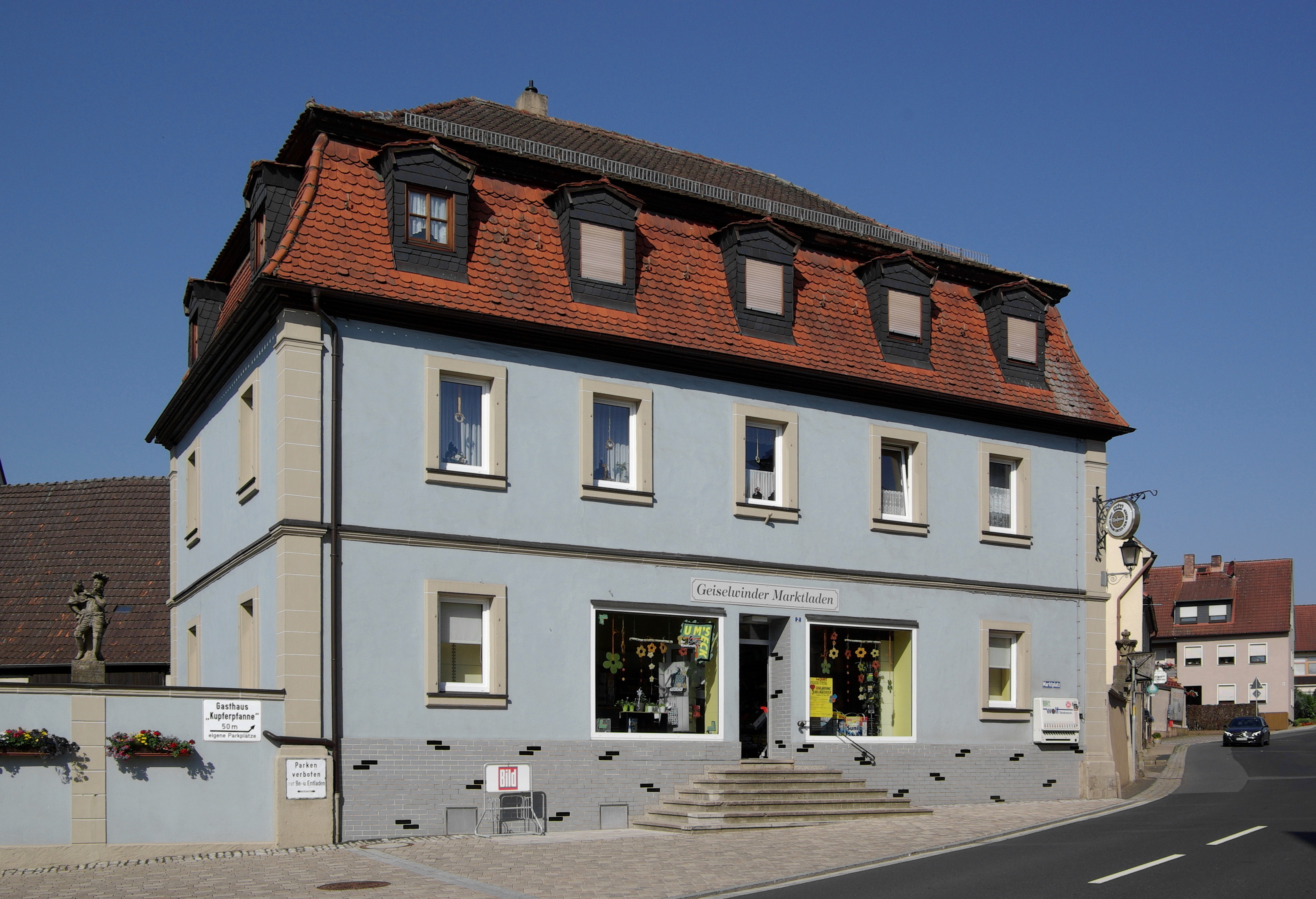
Schwarzenberger Amtshaus
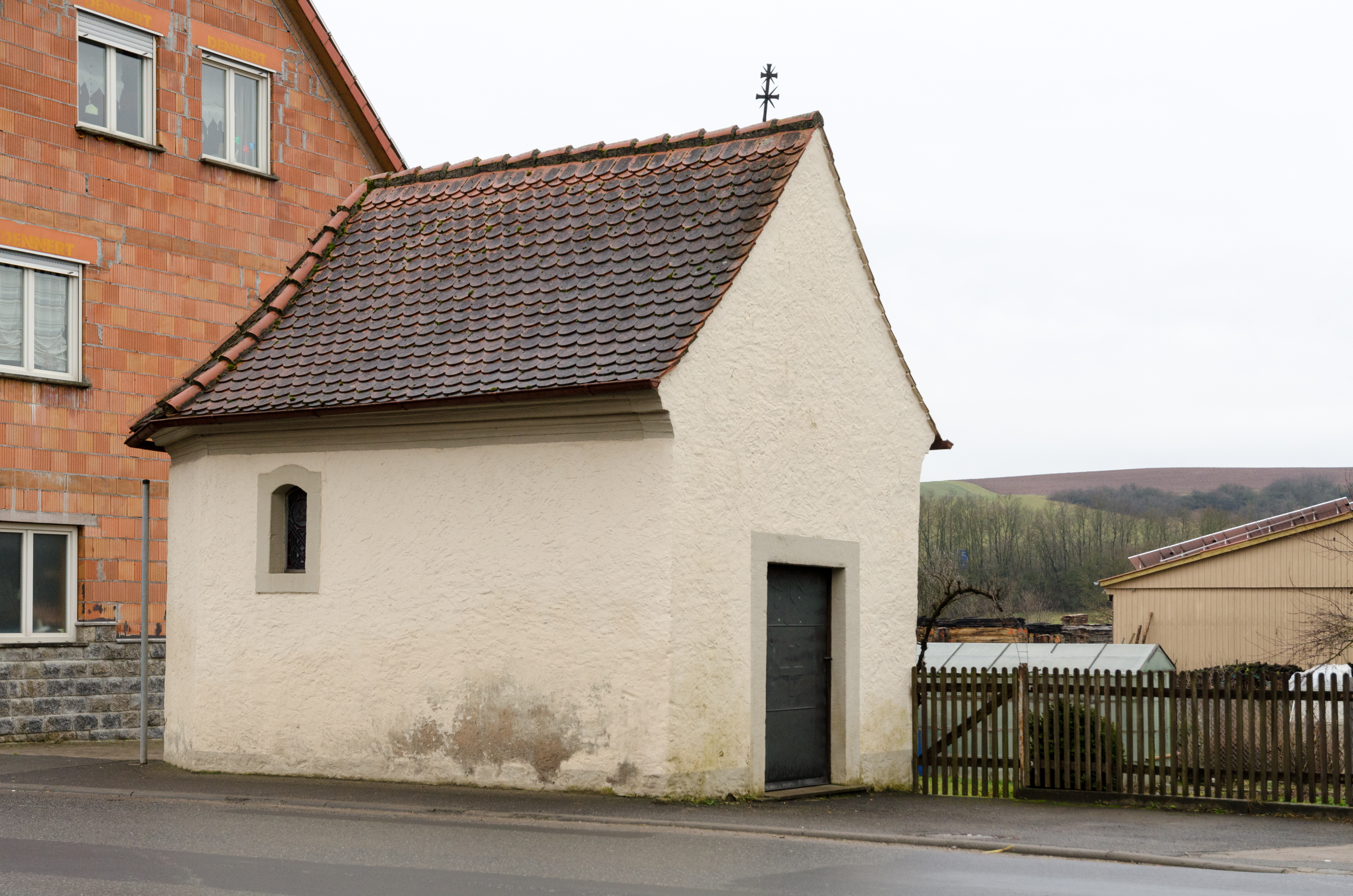
Dreifaltigkeitskapelle
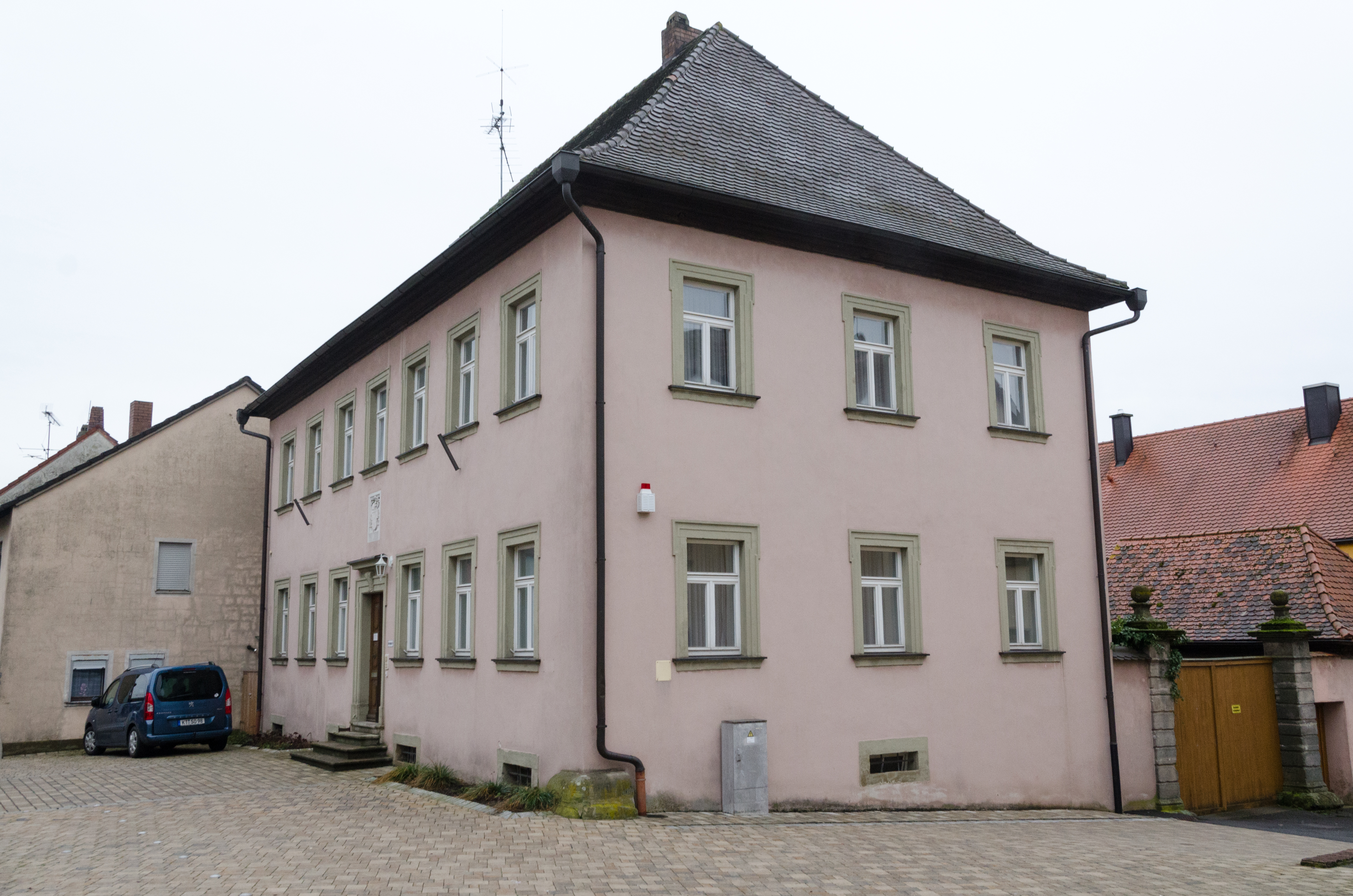
Pfarrhaus Geiselwind
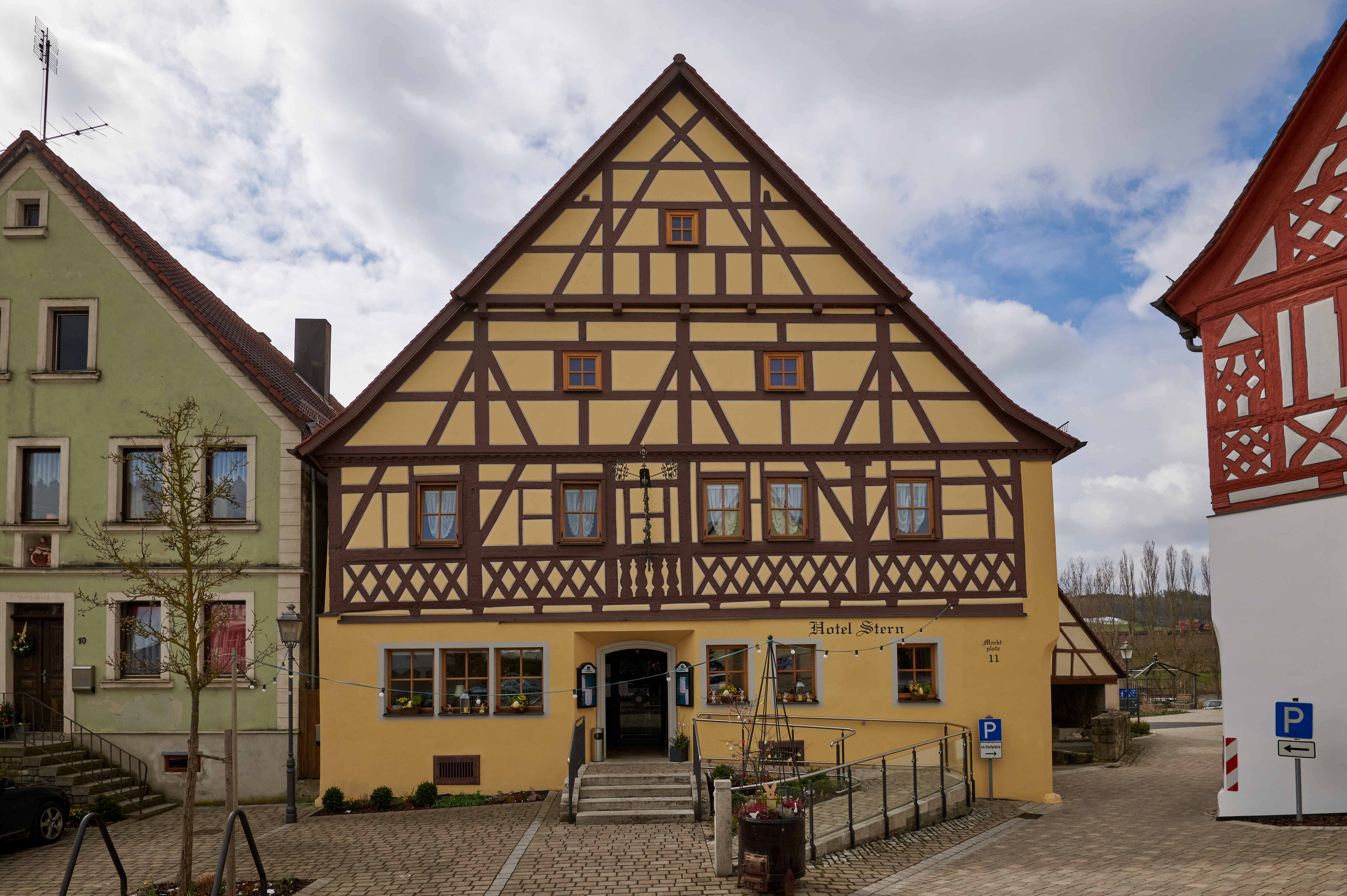
Sterngasthof
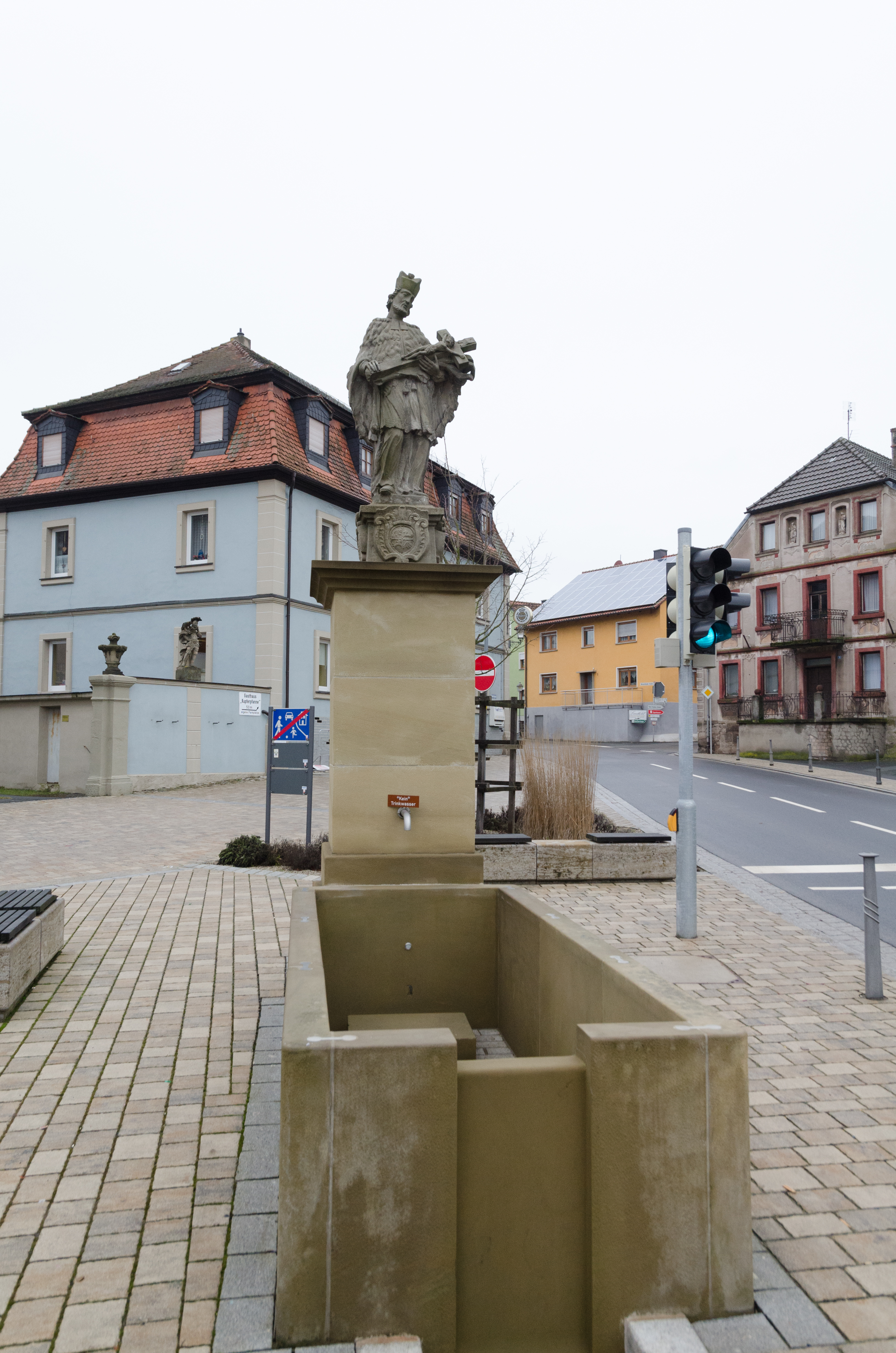
Johannisbrunnen

### Mühlen
Geiselwind liegt am Oberlauf der Ebrach (auch Geiselwinder Ebrach), die in der Reichen Ebrach mündet. Der kleine Bach eignete sich besonders gut für die Anlage von Wassermühlen. Insgesamt können sechs Mühlen entlang des Bachs ausgemacht werden. Alle Anlagen sind erstmals zu Beginn des 16. Jahrhunderts nachweisbar, wobei sie wohl bereits früher errichtet worden waren. Die Mühlen um Geiselwind waren lange Zeit Teil des Schwarzenberger Einflussbereichs, welche sie an verschiedene Inhaber verpachteten.
Da die Schüttung des Bachs zu stark für die Mühlräder war und man das fischreiche Gewässer nicht aufstauen wollte, entstanden vor den Mühlen oftmals Mühlbäche, die vom Hauptbach abgezweigt wurden. Über sie ließ sich das Wasser auf dem Mühlrad regulieren. Im Laufe der Zeit differenzierte sich auch die Nutzung der Mühlen aus. Neben den Getreidemühlen entstanden Sägemühlen, Lohmühlen und Hammermühlen. Letztere waren eine Besonderheit des Steigerwaldes und präsentierten eine der wenigen Maschinen der Vormoderne.
Mit der Mediatisierung zu Beginn des 19. Jahrhunderts gelangten die Anlagen in die Hände privat wirtschaftender Müllerfamilien. Die Geiselwinder Mühlen gehörten zu den bedeutendsten Anlagen der weiteren Umgebung, die einen großen Kundenkreis mit Mehl belieferten. Im 20. Jahrhundert gerieten die kleinen Mühlbetriebe um Wiesentheid zunehmend durch größere in wirtschaftliche Bedrängnis. Man begann die Mühlen mit neueren Antriebsarten auszustatten, um die Rentabilität zu erhöhen. Zu dieser Zeit entstanden auch die heute noch vorhandenen Baulichkeiten. In den 1960er Jahren wurden viele der Geiselwinder Mühlen schließlich stillgelegt. Heute werden sie als Wohnhäuser genutzt.

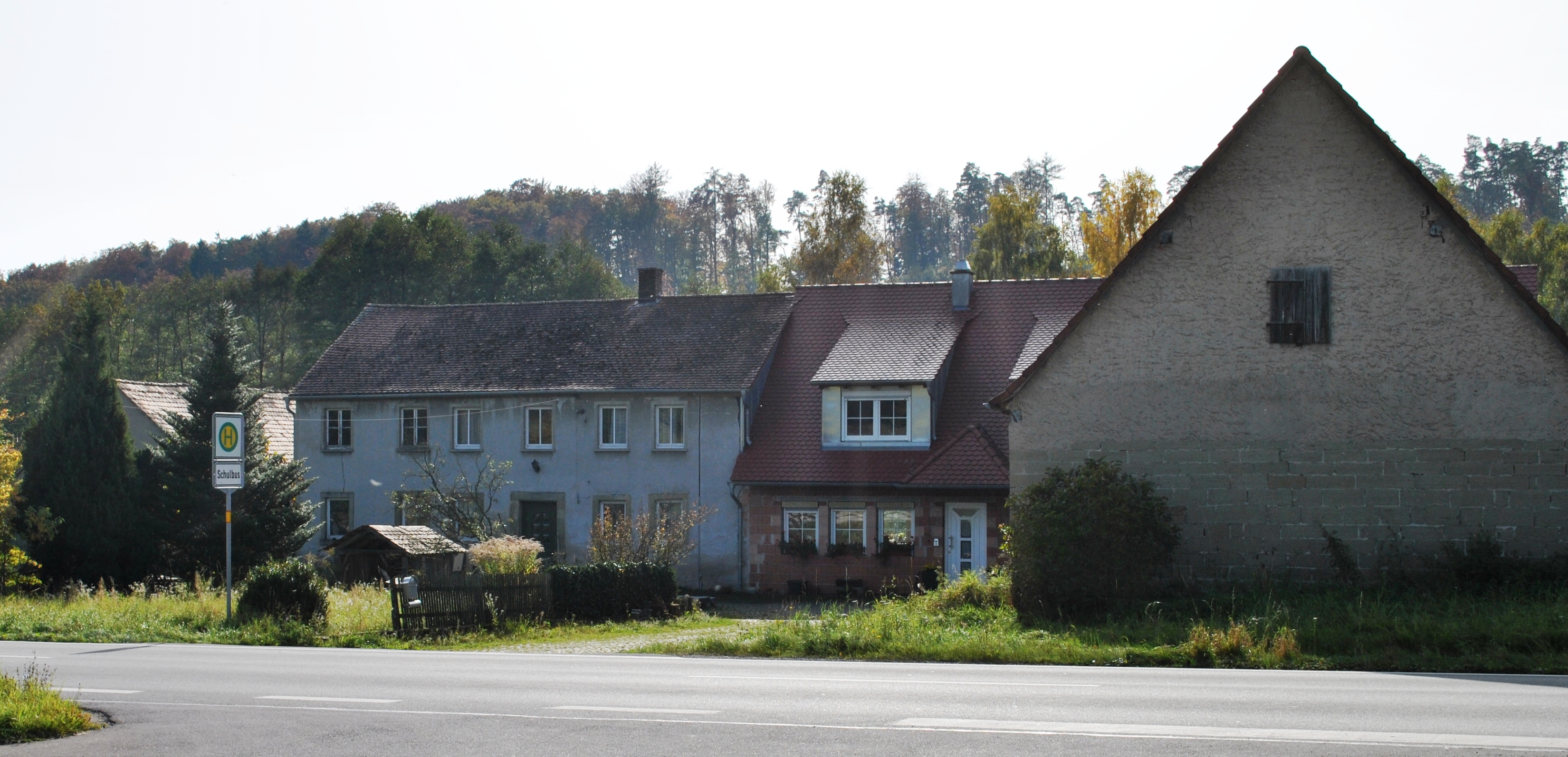
Theuerleinsmühle bei Geiselwind

| Name             | Gewässer | Zustand         | Eckdaten |
| ---------------- | -------- | --------------- | --- |
| Grabenmühle      | Ebrach   | stark verändert | Die Grabenmühle (Adresse Mühlstraße 4) entstand im 19. Jahrhundert. Sie ergänzte die Landwirtschaft der Familie Haubenreich. 1966 verschwand das Mühlrad und wurde durch einen Motor ersetzt, die Mühle erhielt einen eigenen Mühlbach, der von der Ebrach abgeleitet wurde. Die Mühleneinrichtung wurde 1983 nach der Aufgabe des Betriebes als Geschenk an die Abtei Münsterschwarzach gegeben. Von dort aus gelangte sie nach Imiliwaha in Tansania, wo sie die Mühle im dortigen Gertrudenkloster antreibt. |
| Sägemühle        | Ebrach   | stark verändert | Die Sägemühle (Adresse Rathausstraße 5) wurde als Ergänzung zum Bauernhof der Familie Alt genutzt. Der Betrieb wurde im Jahr 1937 aufgegeben. |
| Schleifmühle     | Ebrach   | stark verändert | Erstmals erwähnt wurde die Anlage im Jahr 1506. Die Mühle gehörte den Herren von Schwarzenberg. Die Anlage wurde immer wieder verändert, zeitweise war eine Lohmühle und eine Hammermühle hier untergebracht. Die zur Mühle gehörenden Feldflächen wurden im 20. Jahrhundert zum Freizeit-Land Geiselwind umgewandelt. |
| Schnackenmühle   | Ebrach   | stark verändert | Die Schnackenmühle wurde ebenfalls im Jahr 1506 erstmals urkundlich erwähnt. Im Jahr 1932 wurde das alte Mühlrad abgebaut und durch eine Turbine ersetzt. 1964 gab man den Mühlenbetrieb auf. |
| Theuerleinsmühle | Ebrach   | stark verändert | Die Theuerleinsmühle (auch Hecknersmühle) wurde wohl im Dreißigjährigen Krieg zerstört. Erst mit dem Jahr 1750 erschien die Mühle neuerlich in den Quellen. 1967 endete der Betrieb der Getreidemühle. |
| Weingartsmühle   | Ebrach   | stark verändert | Die Weingartsmühle wurde ebenfalls im 16. Jahrhundert erstmals erwähnt. Noch in den 1950er Jahren wurde hier Landwirtschaft, die Säge- und die Getreidemühle betrieben. Im Jahr 1965 wurde der Mühlbetrieb eingestellt, die Säge wurde 1966 abgebaut. Mehrere Sagen haben die Weingartsmühle zum Inhalt. |

### Freizeit-Land Geiselwind

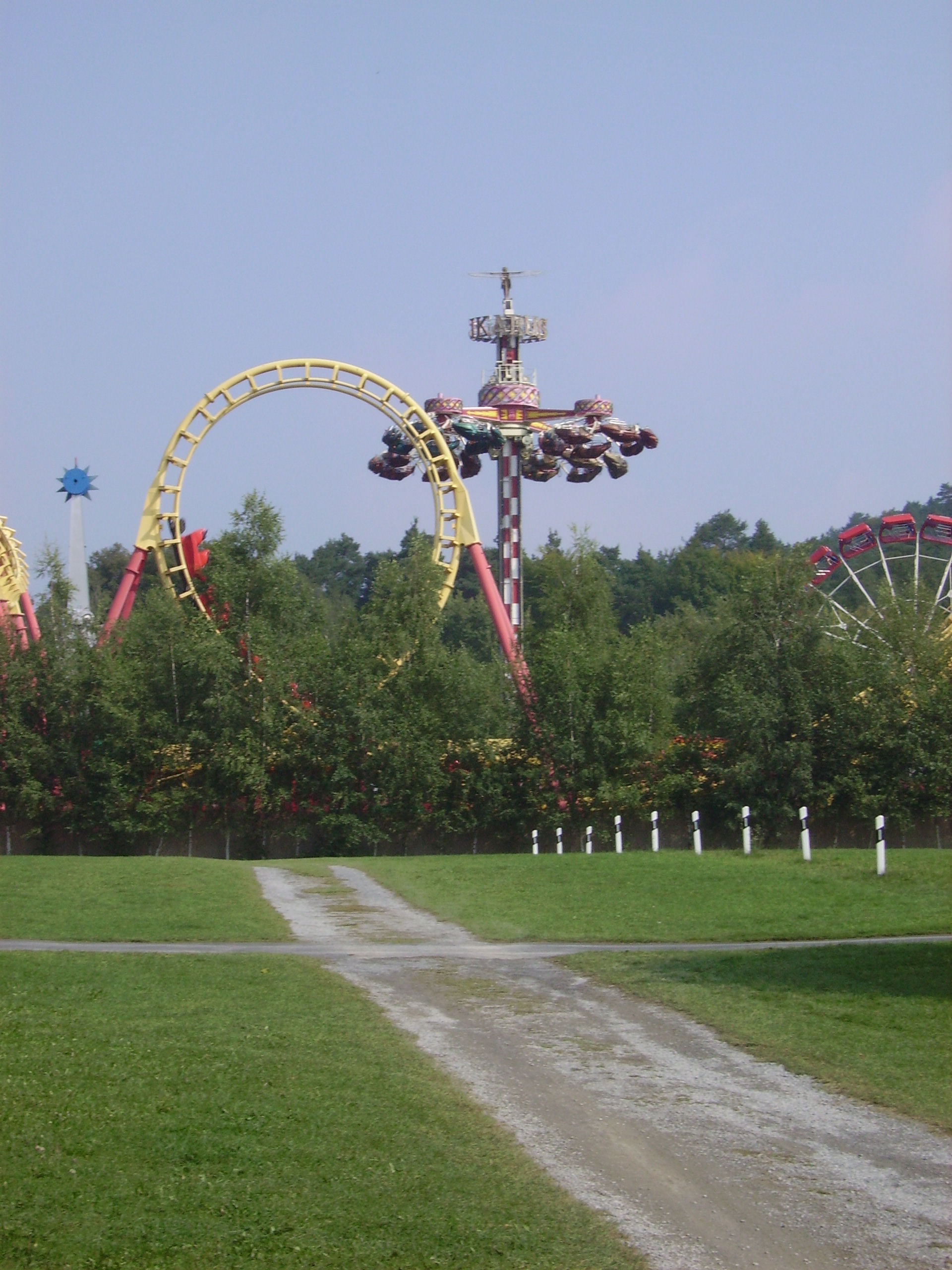
Freizeit-Land Geiselwind im Jahr 2005

Das Freizeit-Land bildet heute eine der Hauptattraktionen des Ortes. Der Vergnügungspark profitiert von der Lage an der Bundesautobahn und gehört mit einer Fläche von ca. 400.000 Quadratmetern zu den flächenmäßig größten Freizeitparks in Bayern. Die Verbindungen mit dem Bau der Bundesautobahn sind eng: 1969, wenige Jahre nach Fertigstellung der Verkehrsverbindung, eröffnete der Kaufmann Ernst Mensinger, der bereits jahrelang exotische Vogelarten gezüchtet hatte, im Nordwesten des Kernortes Geiselwind einen Vogel-Pony-Märchen-Park. Die Anlage wurde im Laufe der Zeit zu einem klassischen Vergnügungspark mit Fahrgeschäften umgewandelt. Im Jahr 2016 wechselte der Eigentümer des Parks.
Die Anlage umfasst heute insgesamt sieben Achterbahnen von unterschiedlicher Länge. Darunter sind mehrere ehemals reisende Anlagen, aber auch Prototypen, wie der Piraten Spinner oder die Cobra. Im Freizeit-Land existieren einige Wasserattraktionen. Unter den weiteren Attraktionen ragt der Aussichtsturm Top of the World, nicht nur aufgrund seiner Höhe von hervor 95 Metern hervor. Es handelt sich um das höchste jemals gebaute transportable Fahrgeschäft und befindet sich seit 1998 in Geiselwind.
Der Vergnügungspark bietet auch eine Vielzahl an Live-Shows an, die während der regulären Öffnungszeiten des Parks regelmäßig stattfinden. Darunter sind Greifvogel-Flugvorführungen genauso, wie Auftritte von Künstlern auf einer Freilichtbühne. Der Park umfasst mehrere Tiergehege, in denen verschiedene Tierarten gehalten werden. Der Vergnügungspark bildet zugleich einen bedeutenden wirtschaftlichen Faktor für die Gemeinde, arbeiten hier doch saisonabhängig bis zu 350 Personen.

### Murrmann-Museum
Im Jahr 1997 wurde das Murrmann-Museum (auch historisches Museum) im ersten Obergeschoss des Rathauses eröffnet. Die Sammlung umfasst 500 Jahre Ortsgeschichte, die in Form von Schriften, Dokumenten und Objekten präsentiert wird. Daneben werden auch Exponate aus den heute zu Geiselwind gehörenden Ortsteilen präsentiert. Das Museum möchte die Alltagskultur im westlichen Steigerwald zeigen, weswegen auch Objekte aus benachbarten Gemeinden Aufnahme fanden. Benannt wurde das Museum nach der Symbolfigur des Ortes, dem fiktiven schwedischen General Murrmann.
Besondere Bedeutung hat die umfassende Sammlung von Bild-Postkarten, die in Geiselwind seit dem 19. Jahrhundert ausgegeben wurden. Aus dem Jahr 1874 ist eine historische Feuerwehrspritze im Museum ausgestellt. Der historische Arbeitsalltag wird in Form von Zunftwerkzeugen, Geschirren und Kleinspanngeräten repräsentiert. Außerdem wurde die Einrichtung der historischen Volksschule im Ort aufgebaut. Ein besonderer Fokus liegt allerdings auf der Textilgeschichte des Dorfes. So wurden im Museum die Messgewänder der örtlichen Geistlichen ausgestellt.

### Autobahnkirche
Der Autohof Strohofer gehörte in den 1990er Jahren bereits zu den größten seiner Art in Europa. Die Tochter des Betreibers, Manuela Strohofer, trieb auf dem Gelände den Bau einer Autobahnkirche voran. Die Kirche wurde aus Fertigbauteilen errichtet, sodass sie in wenigen Monaten fertiggestellt werden konnte. Im Juni 2000 wurden die Glocken in den Glockenstuhl der Kirche gebracht. Am 7. September 2001 wurde die Kirche eingeweiht. Die Autobahnkirche wird heute von der Kommunität der Geschwister Jesu mit Ordensschwester Teresa Zukic betreut. Die Kirche ist für alle Konfessionen geöffnet.
Die Kirche ist ein dreigeschossiger Bau mit Turm. Das Langhaus schließt mit einem Tonnendach ab. Es wird von mehreren halbrunden Fenstern durchlichtet. Der Turm wurde als Chorturm geschaffen. Der charakteristische Dachaufbau wird durch ein Kreuztonnengewölbe gebildet. Das Obergeschoss ragt über die Breite des Turmes hervor. Der Turm ist 30 Meter hoch. Der Aufbau wird von einem plastischen Kreuz bekrönt, das in der Nacht angestrahlt wird und von der Autobahn aus zu sehen ist. Der Eingang zum Gotteshaus erfolgt über einen gläsernen Vorbau. Hier ist ein Andachtsraum mit einem Taufbecken zu finden, das als Brunnen gestaltet wurde. Im Inneren wird der Raum von einer vierseitigen Empore geprägt.
Das Innere der Autobahnkirche wird zum größten Teil durch Ausstattungsstücke aus den 2000er Jahren geprägt. Sie kombinieren klassisch-liturgische Elemente beider Konfessionen mit zeitgenössischen Architekturelementen. So wird der Volksaltar, der aus einer umgedrehten Wurzel aus zwölf Ästen besteht, indirekt beleuchtet. Im zentralen, runden Glasfenster sind die Kontinente der Erde zu sehen. Die Kirche erhielt im Jahr 2000 insgesamt vier Glocken, die größte wurde dem heiligen Antonius als Schutzpatron der Reisenden geweiht.

### Festivals

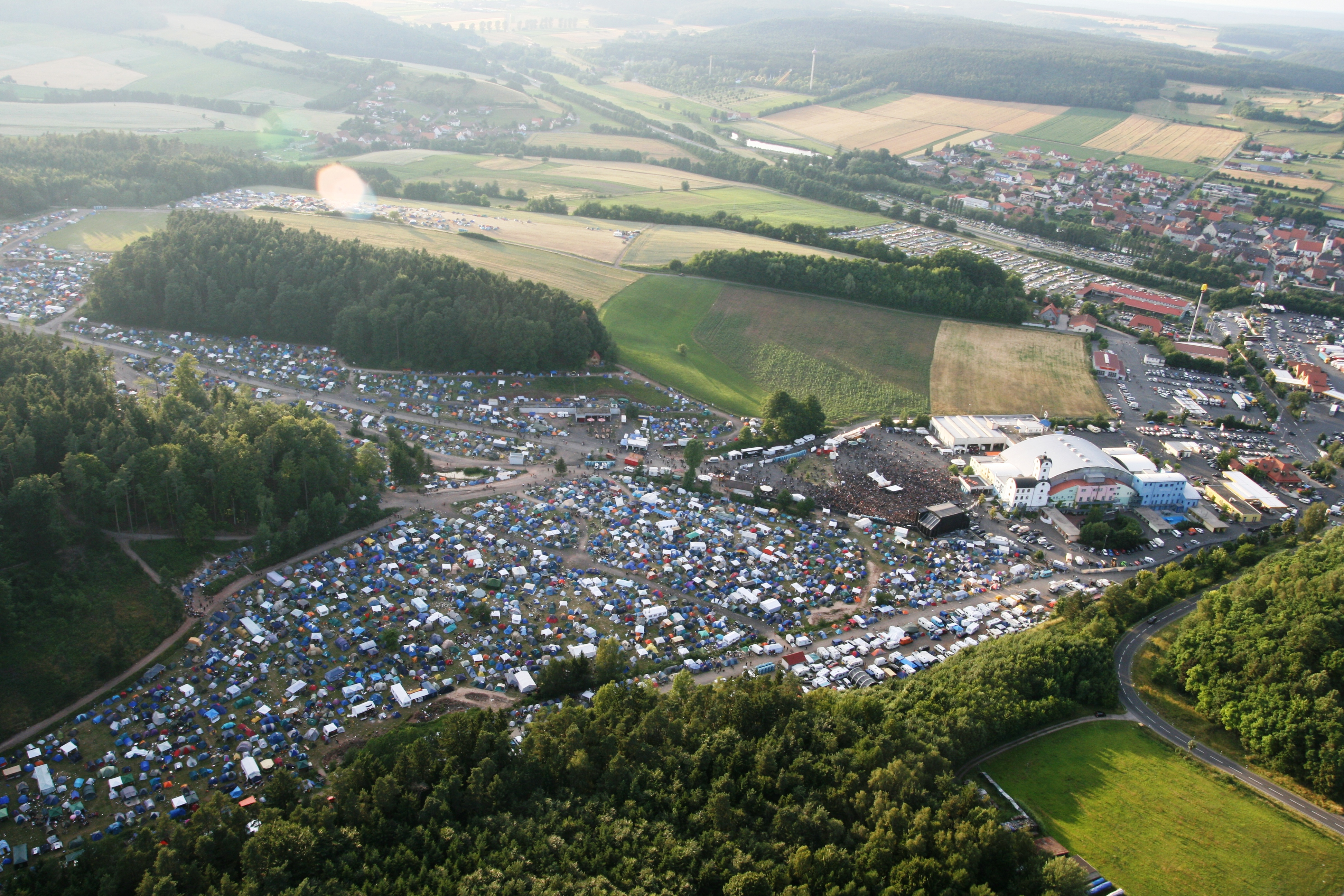
Luftbild der G.O.N.D. im Jahr 2008, Geiselwind im Hintergrund

Seit den 2000er Jahren organisieren die Betreiber des Autohofs am Ortsrand wechselnde Festivals und Conventions, die teilweise eine überregionale Ausstrahlung besitzen und jährlich ein großes Publikum anziehen. Im Jahr 2017 wurde erstmals das Heroes Festival veranstaltet. Es handelt sich um ein Deutschrap-Festival, das im Jahr 2022 ca. 30.000 Besucher anzog und bekannte Acts wie Sido, Haftbefehl, 65Goonz und Capital Bra umfasste. Das Festival wurde ab 2022 als Tour konzipiert und machte nicht ausschließlich in Geiselwind Station. 2023 waren bereits vier Festivalstandorte involviert.
Zuvor fand in Geiselwind zwischen 2013 und 2016 einmal jährlich das Out and Loud Festival statt. Zunächst unter dem Namen Beastival, wurde es 2014 zu Out and Loud umbenannt. Das Out and Loud war vor allem als Metal-Festival bekannt. Die Bands umfassten Szenegrößen wie Amon Amarth, Behemoth oder die Excrementory Grindfuckers, die vor allem dem Power-, Folk- oder Thrash-Metal zugeordnet werden können. Jährlich besuchten um 10.000 Menschen das Festival, das aufgrund von finanziellen Gründen letztmals 2016 veranstaltet wurde.
Bereits im Jahr 2004 wurde das ursprünglich in Hirschaid bei Bamberg stattfindende Earthshaker Fest für zwei Jahre nach Geiselwind verlegt, ehe es nach Kreuth in der Oberpfalz zog. Das Earthshaker Fest wurde ebenfalls als Festival für Metal-Bands veranstaltet. Als Headliner waren Manowar, Die Apokalyptischen Reiter, Children of Bodom, Nightwish, Dimmu Borgir, Rhapsody, J.B.O., Grave Digger, Hypocrisy, Masterplan und Primal Fear auf der Ausgabe des Jahres 2005 vertreten. Im Jahr 2008 fand außerdem das G.O.N.D. in Geiselwind statt. Das größte Böhse-Onkelz-Cover-Festival wurde von über 18.000 Personen besucht.

### Sagen

#### Der Murrmann

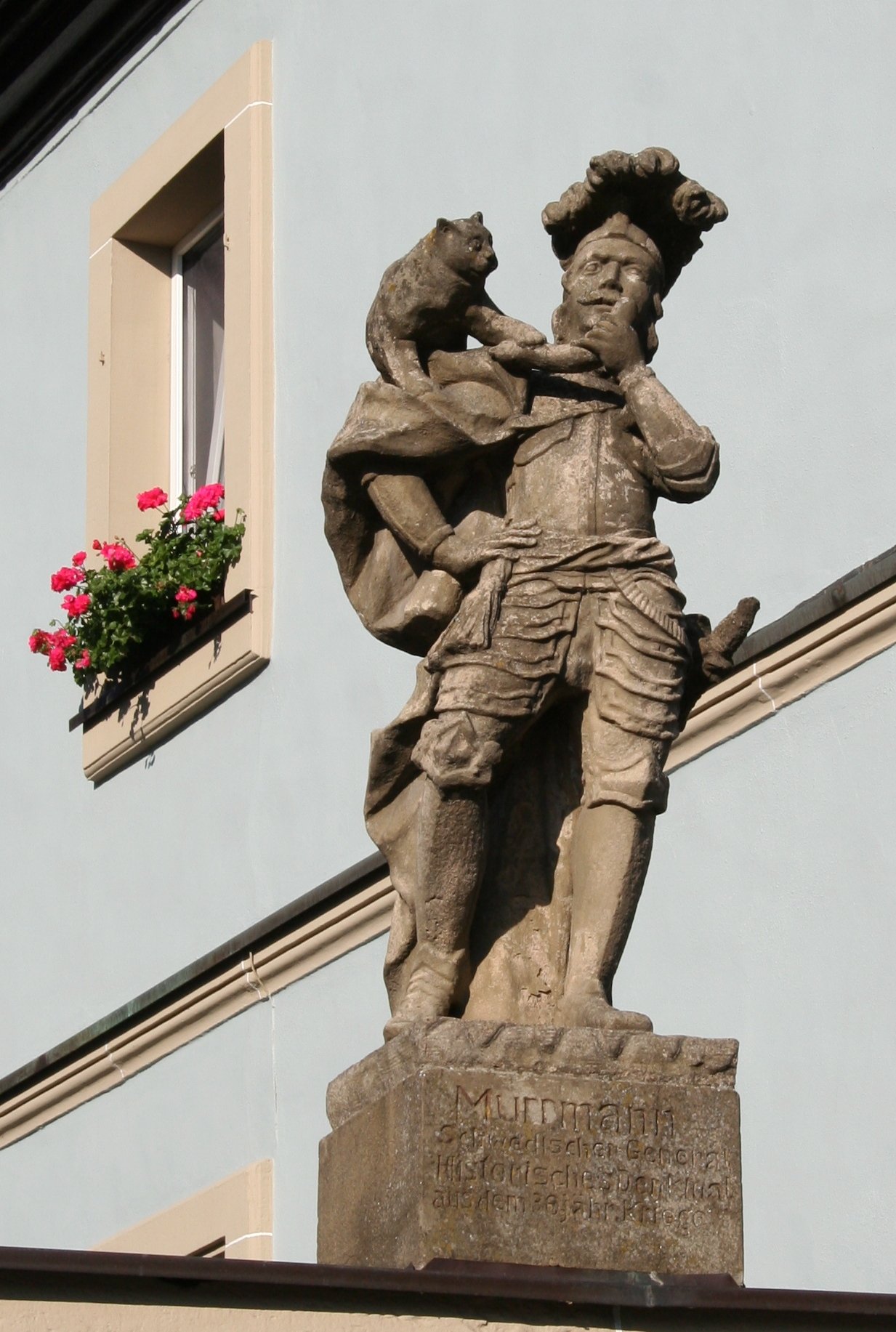
Murrmann-Denkmal

Die bekannteste Sage von Geiselwind handelt vom Murrmann, der Geschichte einer Belagerung des Ortes Geiselwind im Dreißigjährigen Krieg. Der Bürgermeister von Geiselwind wollte die Einnahme und Plünderung des Ortes verhindern und machte sich mit zwei seiner Vertrauten auf dem Weg in das Lager der feindlichen Armee, um mit dem schwedischen General zu verhandeln. Dieser war gerade dabei, mit dem Mittagsmahl zu beginnen und dachte, vielleicht wegen dieser Störung recht ungehalten, nicht an Verhandlungen. Zornig packte er sich eine Wurst, die er gerade verspeisen wollte, hielt sie den Unterhändlern entgegen und rief: „So wahr ich diese Wurst hier esse: Ich werde Geiselwind einnehmen!“
In dem Moment sprang eine schwarze Katze auf die Schulter des Generals, schlug ihm die Wurst aus der Hand, schnappte sich diese und rannte mit der Wurst im Maul davon. Der Sage nach wurde Geiselwind bei dieser Belagerung nicht eingenommen. Je nach der Version lag dies daran, dass die Geiselwinder durch dieses Zeichen neuen Mut schöpften und die Belagerung abwehrten, dass die Schweden die Vorkommnisse als böses Omen sahen und schnell weiterzogen oder dass der schwedische General nichts Unwahres sagen, sondern vielmehr sein Wort halten wollte und deswegen die Belagerung beendete. Noch heute steht eine Sandsteinfigur am westlichen Ende des Marktplatzes, die den Murrmann darstellt.

#### Die frühere Größe
Ähnlich wie in Hellmitzheim bei Iphofen existiert auch in Geiselwind eine Sage über die einstige Größe der Siedlung.
Die Bevölkerung von Geiselwind sprach lange Zeit davon, dass der Ort früher um einiges größer gewesen sein soll. Damals erstreckte sich die Gemeinde bis an die heutige Weingartsmühle und hatte die Stadtrechte inne. Wahrscheinlich spielt die Sage auf die ehemalige Siedlung Weingarten an, die ursprünglich östlich von Geiselwind zu finden war und im 15. Jahrhundert verlassen wurde.

## Wirtschaft und Infrastruktur

### Wirtschaft

#### Dienstleistungen
Durch Nähe zur Bundesautobahn entwickelte sich Geiselwind ab den 1960er Jahren zu einem Dienstleistungszentrum. Das große Bevölkerungswachstum verstärkte diese Tendenzen weiter. Geiselwind wird heute als Kleinzentrum in der Planungsregion Würzburg geführt. Er dient der Grundversorgung der Bevölkerung aus der näheren Umgebung. Die nächsten Mittelzentren im Landkreis bestehen mit Kitzingen und Volkach. Historisch war der Ort von kleinen Handwerksbetrieben geprägt. Eine lange Tradition haben die Sägewerke, die von der Lage im Mittelgebirge und der hohen Walddichte profitierten.
Besondere Bedeutung für die Dienstleistungsausrichtung hat heute der Autohof Strohofer in der unmittelbaren Nähe zur Bundesautobahn. Er entstand in der Scheinfelder Straße. Am Anfang des 19. Jahrhunderts war hier ein landwirtschaftlicher Betrieb mit Ziegelei zu finden, der von der Familie betrieben wurde. Die ausgedehnten Flächen wurden im Jahr 1962 durch den Bau der Autobahn zerschnitten. Bis in die 1980er Jahre entstand eine Großtankstelle und ein Großrestaurant. 1984 entstand auf dem Gelände außerdem eine Metzgerei und ein Gewächshaus für die Versorgung des Restaurants.
Nach weiteren Flächenankäufen wurde eine große Veranstaltungshalle geplant, die 1994 eingeweiht werden konnte. Zunächst organisierte man vor allem Country-Festivals. Ab den 2000er Jahren wurden vielfältige Musikfeste veranstaltet. 1990 weihte man ein Schnellrestaurant auf dem Gelände des Autohofs ein, 1993 folgte ein weiteres. Um 2000 ging ein ausgedehntes Wellnesscenter für die durchreisenden Fernfahrer in Betrieb, das ein Hallenschwimmbad und mehrere Saunen aufweist. 2002 folgte die erste private, ökumenische Autobahnkirche in Deutschland. Der Autohof bezeichnet sich heute als Europas größter seiner Art.
Daneben wird Geiselwind von mehreren Übernachtungsbetrieben geprägt, die ebenfalls von der Fernverkehrsstraße profitieren. Die Statistik für die Gemeinde Geiselwind geht im Jahr 2019, vor der Corona-Krise, von ca. 60.000 Gästeankünften im Jahr aus, von denen der Großteil auf den Hauptort entfällt. Es handelt sich nicht um die im Steigerwaldvorland häufig anzutreffenden Kulturtouristen, sondern überwiegend um Menschen, die mit dem Fernverkehr in Verbindung stehen. Die Beherbergungsbetriebe haben sich auf diese Klientel eingestellt, sodass Kurzzeitangebote überwiegen.
In den Straßen um den Ortskern haben sich außerdem die für ein Kleinzentrum typischen Dienstleistungsbetriebe angesiedelt. In Geiselwind bestehen mehrere Banken, eine Filiale der Sparkasse Mainfranken Würzburg und der Raiffeisenbank Drei Franken eG. Vor Ort existieren mehrere Arztpraxen. Geprägt wird Geiselwind von kleineren Handwerksbetrieben, die vor allem im Dienstleistungssektor tätig sind. Die Betriebe beschränken sich zumeist auf wenige Angestellte. Einer der größeren Arbeitgeber vor Ort ist das Freizeit-Land Geiselwind, das während der Saison im Frühjahr und Sommer bis zu 350 Arbeitnehmer einstellt.

#### Weitere Wirtschaftszweige
Um den Altort von Geiselwind haben sich mehrere verarbeitende Betriebe angesiedelt, die zumeist dem mittelständischen Handwerk zuzuordnen sind. Historische Bedeutung hat vor allem die Verarbeitung von Steigerwaldhölzern. Größter Betrieb ist die Holzbodenmanufaktur Reinlein, die sich im Osten des Altortes an der Schlüsselfelder Straße angesiedelt hat. Der Betrieb ging aus einem kleinen Sägewerk hervor, das im Jahr 1925 gegründet wurde. Die Familie war zuvor bereits in der gleichen Branche in Kitzingen tätig. Insbesondere in den 1930er Jahren wurde der Betrieb modernisiert und erweitert.
War die Firma zunächst noch allgemein auf die Holzverarbeitung konzentriert, begann man nach dem Zweiten Weltkrieg mit der Spezialisierung auf die Herstellung von Parketten. Hierzu wurden in den 1950er Jahren eine große Produktionshalle errichtet. Die Firma Reinlein arbeitet heute vor allem mit den Holzsorten Buche und Eiche. Das Firmengelände umfasst heute ein Holzheizkraftwerk. Daneben besteht auch eine Tankstelle auf dem Firmengelände, die für den eigenen Fuhrpark konzipiert wurde. Zu Beginn der 2000er Jahre arbeiteten 50 Mitarbeiter im Betrieb.

### Verkehr
Die Gemeinde Geiselwind ist heute ein Verkehrsknotenpunkt im Osten des Landkreises Kitzingen. Historisch gehörte der Ort zu den klassischen „Steig-Orten“, über die Reisende den Steigerwald durchqueren konnten. Die Erhebung zum Markt im 15. Jahrhundert trug dieser zentralen Position Rechnung. Geiselwind profitierte nicht immer von dieser Lage, da auch feindliche Heere über die Steigen ins Dorf gelangten. Allerdings blieb die verkehrliche Bedeutung des Ortes noch bis in die zweite Hälfte des 20. Jahrhunderts nur von regionaler Bedeutung, wobei der Autobahnbau in den 1960er Jahren eine Neuorientierung einleitete.
Bedeutendste Straßenverbindung ist heute die zweitlängste Autobahn Deutschlands, die Bundesautobahn 3/Europastraße 45. Die Autobahn verläuft mit einer durchschnittlichen Entfernung von ca. 300 Metern zur Burkardskirche und teilt die Gemarkung von Osten nach Westen, wobei sich die Straße auf westlicher Seite leicht nach Norden wendet. Damit orientiert sich der Straßenverlauf an der Lage des Ebrachtales. Die Anschlussstelle 76 liegt südöstlich des Ortskerns, sie wurde nach Geiselwind benannt.
Innerhalb der Gemarkung sind weitere überregionale Straßen zu finden. Es durchqueren drei Staatsstraßen die Flächeneinheit. Von Wiesentheid im Westen kommend erreicht die Staatsstraße 2260 den Ort. In Geiselwind bildet diese Staatsstraße die Durchfahrt. Sie wird westlich des Marktplatzes Wiesentheider Straße und östlich Schlüsselfelder Straße genannt. Im Osten des Altortes mündet die Staatsstraße 2257 ein. Sie erreicht Geiselwind vom mittelfränkischen Oberscheinfeld im Süden kommend. Nicht auf Geiselwinder Gemarkung, aber in ihrer unmittelbaren Nähe liegt außerdem die Staatsstraße 2258, die Füttersee in Richtung Norden durchquert.
Regionale Verkehrsverbindungen sind ebenfalls zu finden. Die Kreisstraßen gehen zumeist auf historische Ortsverbindungen zurück. Die Kreisstraße KT 15 bildet die Verbindung zum im Westen anschließenden Steigerwaldvorland und erreicht Geiselwind von Abtswind kommend über Rehweiler und Langenberg. Lokale Bedeutung haben die Überreste der historischen Scheinfelder Straße, die parallel zur Staatsstraße 2257 verläuft und schließlich auch in ihr mündet. Daneben verläuft die Fütterseer Straße nördlich des Kernortes in Richtung des gleichnamigen, heutigen Gemeindeteils.

### Bildung
| Name             | Amtszeit  |
| Emilie Richter   | 1945–1950 |
| Leo Brigola      | 1950–1954 |
| Liebhard Löffler | 1954–1984 |
| Dieter Breyer    | 1984–1995 |
| Gerhard Zeitler  | 1995–     |
| Susanne Stark    | seit 2019 |

Geiselwind stellt, entsprechend seiner Rolle als Kleinzentrum, die grundlegende Bildung für die Bevölkerung der umgebenden Orte sicher. Im Ort bestehen zwei Bildungseinrichtungen. Die frühkindliche Bildung wird über den Kindergarten St. Burkard sichergestellt, der allerdings erst in den 1970er Jahren in der Friedrichstraße am Ortsrand errichtet werden konnte. Der Kindergarten befindet sich in kirchlicher Trägerschaft und wird von der katholischen Kirchenstiftung finanziert. Zeitweise bestanden vier Gruppen, die aus Geiselwind und seinen Gemeindeteilen stammen.
Einen großen Sprengel umfasst auch die Drei-Franken-Schule in der Friedrichstraße. Bereits in der Vormoderne bestand in Geiselwind ein Schulhaus, das eng mit der örtlichen Kirchengemeinde verbunden war. Im Jahr 1870 verlegte die Gemeinde die Schule an den Marktplatz. Mit der bayerischen Schulreform im Jahr 1967 endete die Zeit der kleinen Dorfschulen. 1968 wurde der Geiselwinder Schulverband gegründet. Im September 1972 wurde die Drei-Franken-Schule am Ortsrand eingeweiht. Ursprünglich umfasste der Sprengel der Schule auch das heute zu Ebrach gehörende Kleinbirkach in Oberfranken. Heute werden alle Schüler aus den Geiselwinder Gemeindeteilen in der Schule unterrichtet. Außerdem gehen die Kinder aus dem zum mittelfränkischen Landkreis Neustadt an der Aisch-Bad Windsheim gehörenden Oberscheinfeld–Appenfelden hier zur Schule.
Eine Mittelschule befindet sich im ca. 10 Kilometer entfernten Wiesentheid. Weiterführende Schulen können mit der Mädchenrealschule in Volkach, der Realschule in Ebrach und mit der Realschule in Dettelbach besucht werden. Gymnasien gibt es in Münsterschwarzach (Egbert-Gymnasium), Volkach-Gaibach (Franken-Landschulheim Schloss Gaibach), Wiesentheid (Steigerwald-Landschulheim) und Kitzingen (Armin-Knab-Gymnasium). Bereits in Mittelfranken liegt das Gymnasium Scheinfeld.

### Vereine und Verbände
- TSV Geiselwind
- Golfclub Steigerwald in Geiselwind e. V.
- Ortsverschönerungsverein,
- Krieger- und Soldatenkameradschaft Geiselwind
- Freiwillige Feuerwehr mit Feuerwehrverein
- Zweigverein Steigerwaldklub
- Steigerwaldbühne
- Steigerwald-Löwen (1860 München)
- VDK Ortsverein
- Steigerwaldkapelle
- Singkreis
- Katholischer Frauenbund
- Diakonieverein Drei Franken e. V.
- Gewerbeverband

## Persönlichkeiten

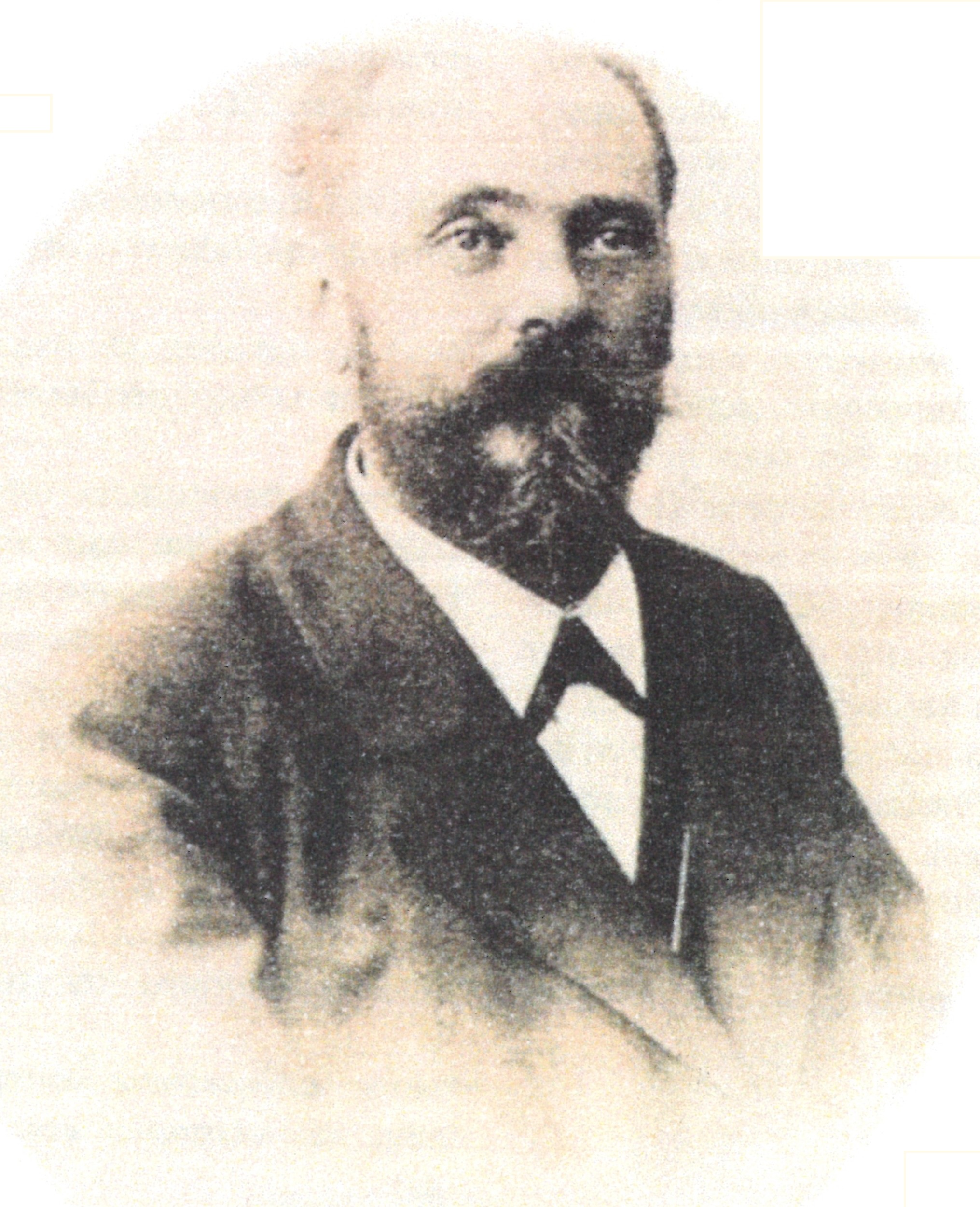
Alois Josef Ruckert

### In Geiselwind geboren
- Georg Hutzler (um 1907–), Postangestellter und Heimatdichter
- Hans Herold (* 1955), Politiker (CSU), MdL

### Ehrenbürger
- Ludwig Cabolet (* 1897; † 1987), Allgemeinmediziner, Ehrenbürger 1986
- Andreas Reinlein (* 1912 in Kitzingen; † 2017 in Kitzingen), Kaufmann, Bürgermeister von Geiselwind 1956 bis 1966, Ehrenbürger vor 2001
- Franz Hofmann (* 1922; †), Bürgermeister von Geiselwind 1966 bis 1972, Ehrenbürger vor 2001
- Ernst Mensinger (* 1935; † 2017 in Geiselwind), Gründer des Freizeit-Landes Geiselwind, Bundesverdienstkreuz, Ehrenbürger 1999[51]

### Mit Geiselwind verbunden
- Alois Josef Ruckert (* 1846 in Stellberg; † 1916 in Würzburg), Lehrer und Schriftsteller, Ruckert lebte ab 1912 in Geiselwind
- Dieter Hoffmann (* 1934 in Dresden; † 2024 in Ebersbrunn), Schriftsteller, Hoffmann wohnte und arbeitete in Geiselwind
- Walter Brandmüller (* 1929 in Ansbach), Theologe, Kirchenhistoriker, Kardinal, Brandmüller war zwischen 1962 und 1963 Pfarrer an St. Burkard
- Alois Reinhardt (* 1961 in Höchstadt an der Aisch), Fußballspieler und -trainer, 2009 Trainer des Kreisligisten TSV Geiselwind